# Friedrich II. (HRR)

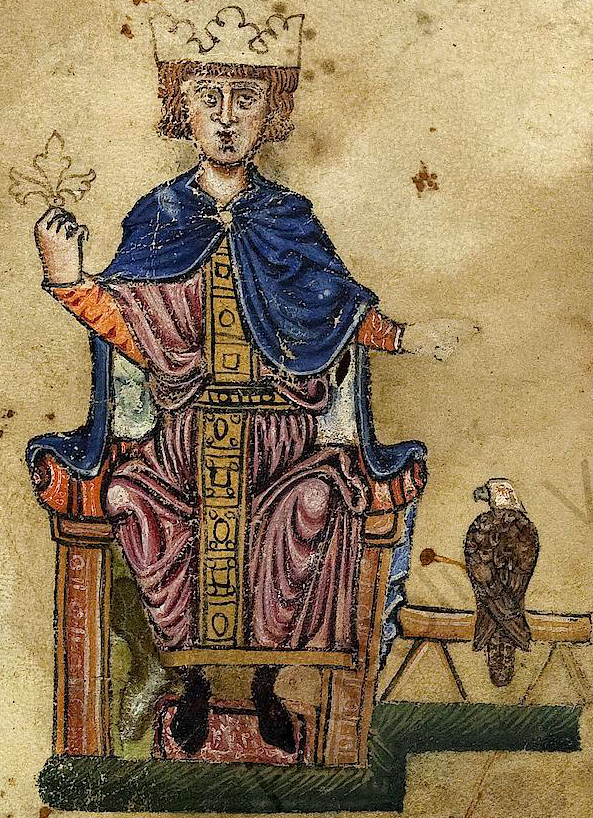
Friedrich II. mit seinem Falken. Aus seinem Buch De arte venandi cum avibus („Über die Kunst, mit Vögeln zu jagen“), Süditalien zwischen 1258 und 1266. Città del Vaticano, Vatikanische Apostolische Bibliothek (Cod. Pal. Lat. 1071, fol. 1v)

Friedrich II. (italienisch Federico II di Svevia, * 26. Dezember 1194 in Jesi bei Ancona, Reichsitalien; † 13. Dezember 1250 in Castel Fiorentino bei Lucera, Königreich Sizilien) aus dem Adelsgeschlecht der Staufer war ab 1198 König von Sizilien, ab 1212 römisch-deutscher König und von 1220 bis zu seinem Tod Kaiser des römisch-deutschen Reiches. Als Ehemann Isabellas II. führte er ab 1225 iure uxoris den Titel „König von Jerusalem“. Von seinen 39 Regierungsjahren als römisch-deutscher Herrscher hielt er sich 28 Jahre in Italien auf.
Nach dem Tod seines Vaters, des römisch-deutschen Kaisers Heinrich VI., gelang Friedrich die Vereinigung seines Nord- und Südreiches (unio regni ad imperium). Im Reich nördlich der Alpen konnte er sich gegen Otto IV. durchsetzen und den seit 1198 anhaltenden Thronstreit mit den Welfen beenden. Friedrich machte den Reichsfürsten nördlich der Alpen durch das Statutum in favorem principum („Statut zu Gunsten der Fürsten“) und die Confoederatio cum principibus ecclesiasticis („Bündnis mit den Fürsten der Kirche“) zahlreiche Zugeständnisse. Im Südreich hingegen wurde unter seiner Herrschaft die königliche Zentralgewalt durch eine territoriale Verwaltung und Gesetzgebung gestärkt. 1224 gründete er zu diesem Zweck die Universität Neapel. 1231 wurde mit den Konstitutionen von Melfi die erste weltliche Rechtskodifikation des Mittelalters erlassen. Mit Friedrich endete die arabische Besiedlung Siziliens, die Eingliederung der Insel in den westlich-abendländischen Kulturraum wurde vollendet. Ein Netz von Kastellen in Süditalien und bedeutende Bauten wie das Castel del Monte dienten der Herrschaftsrepräsentation und -legitimation. Sein Hof entwickelte sich zu einem bedeutenden Zentrum der Dichtung und Wissenschaft. Seiner Vorliebe für die Falknerei folgend verfasste er sein berühmtes Werk De arte venandi cum avibus („Über die Kunst mit Vögeln zu jagen“).
Einen 1215 zugesagten Aufbruch zum Kreuzzug verschob Friedrich wegen der Reorganisation seines Königreiches Sizilien mehrfach, weswegen ihn Papst Gregor IX. 1227 exkommunizierte. Obwohl Friedrich dadurch aus der Gemeinschaft der Christenheit ausgeschlossen war, gewann er auf seinem Kreuzzug 1228/29 die wichtigsten Pilgerstätten kampflos wieder. 1230 gelang ein zeitweiliger Ausgleich mit dem Papst, aus dem die Aufhebung der Exkommunikation resultierte.
In Norditalien konnte Friedrich II. gegenüber den aufstrebenden Kommunen nicht die traditionellen Herrscheraufgaben der Friedens- und Rechtswahrung wahrnehmen. In einer Gesellschaft, in der Ehre (honor) den sozialen Rang bestimmte, entfachten Ehrverletzungen und der daraus resultierende Zwang zum Erfolg eine für Friedrich nicht mehr zu bewältigende Herrschaftskrise. Die Auseinandersetzungen mit den Kommunen standen in engem Zusammenhang mit dem 1239 erneut ausbrechenden Konflikt mit dem Papsttum. Auf dem Konzil von Lyon 1245 wurde Kaiser Friedrich für abgesetzt erklärt. Der Machtkampf zwischen weltlichem und geistlichem Oberhaupt wurde in bislang unbekanntem Ausmaß als Kampf der Kanzleien geführt. Friedrichs Konflikt mit den Päpsten Gregor IX. (1227–1241) und Innozenz IV. (1243–1254) verhinderte auch ein gemeinsames Vorgehen gegen die drohende Mongolengefahr. Allgemein breitete sich obendrein eine immer stärker werdende Endzeitstimmung aus, während die Exkommunikation zunehmend die auf persönlicher Treue beruhenden Bindungen seiner Herrschaft auflöste. Im römisch-deutschen Reich wurden unter Friedrich II. die Gegenkönige Heinrich Raspe und Wilhelm von Holland gewählt. In Sizilien kam es zu zahlreichen Verschwörungen und Attentatsversuchen.
Mit dem Tod des letzten staufischen Kaisers lässt die Geschichtswissenschaft das Spätmittelalter beginnen. Die päpstliche Propaganda verteufelte Friedrich als Kirchenverfolger und Ketzer, Atheisten, Antichrist oder als Bestie der Johannes-Apokalypse. Bei seinen Anhängern und Zeitgenossen galt Friedrich hingegen als das „Staunen der Welt“, auch das „Wunder der Welt“ (stupor mundi) oder „der größte unter den Fürsten der Erde“ (principum mundi maximus).
Seit dem späten 13. Jahrhundert trat eine Vielzahl an „falschen Friedrichen“ auf, die behaupteten, der zurückgekehrte Staufer zu sein. Bei den national gesinnten deutschen Humanisten wurde sein Großvater Friedrich „Barbarossa“ aufgewertet, die Bedeutung Friedrichs II. nahm ab. In Italien blieb das Friedrich-Bild durch die päpstliche Propaganda lange Zeit negativ. Erst in der Epoche des Risorgimento wurde Friedrich im Ringen um eine nationale Einigung als „Vater des ghibellinischen Vaterlandes“ gefeiert. In seiner 1927 veröffentlichten Biographie stilisierte Ernst Kantorowicz den Staufer in Deutschland zu einer idealen Herrscherpersönlichkeit. Dieses Friedrich-Bild blieb bis Ende des 20. Jahrhunderts prägend und wurde erst seitdem langsam von einer nüchterneren Betrachtungsweise abgelöst.

## Leben bis zur Kaiserkrönung (1194–1220)

### Herkunft und Jugend

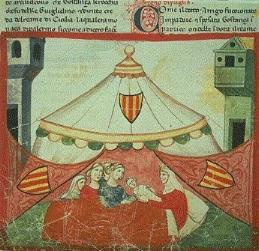
Die Geburt Friedrichs II. in einem Zelt auf dem Marktplatz. Giovanni Villani, Nuova Chronica, 14. Jahrhundert, Biblioteca Apostolica Vaticana, Rom Cod. Chigi LVIII 296, fol. 65v.

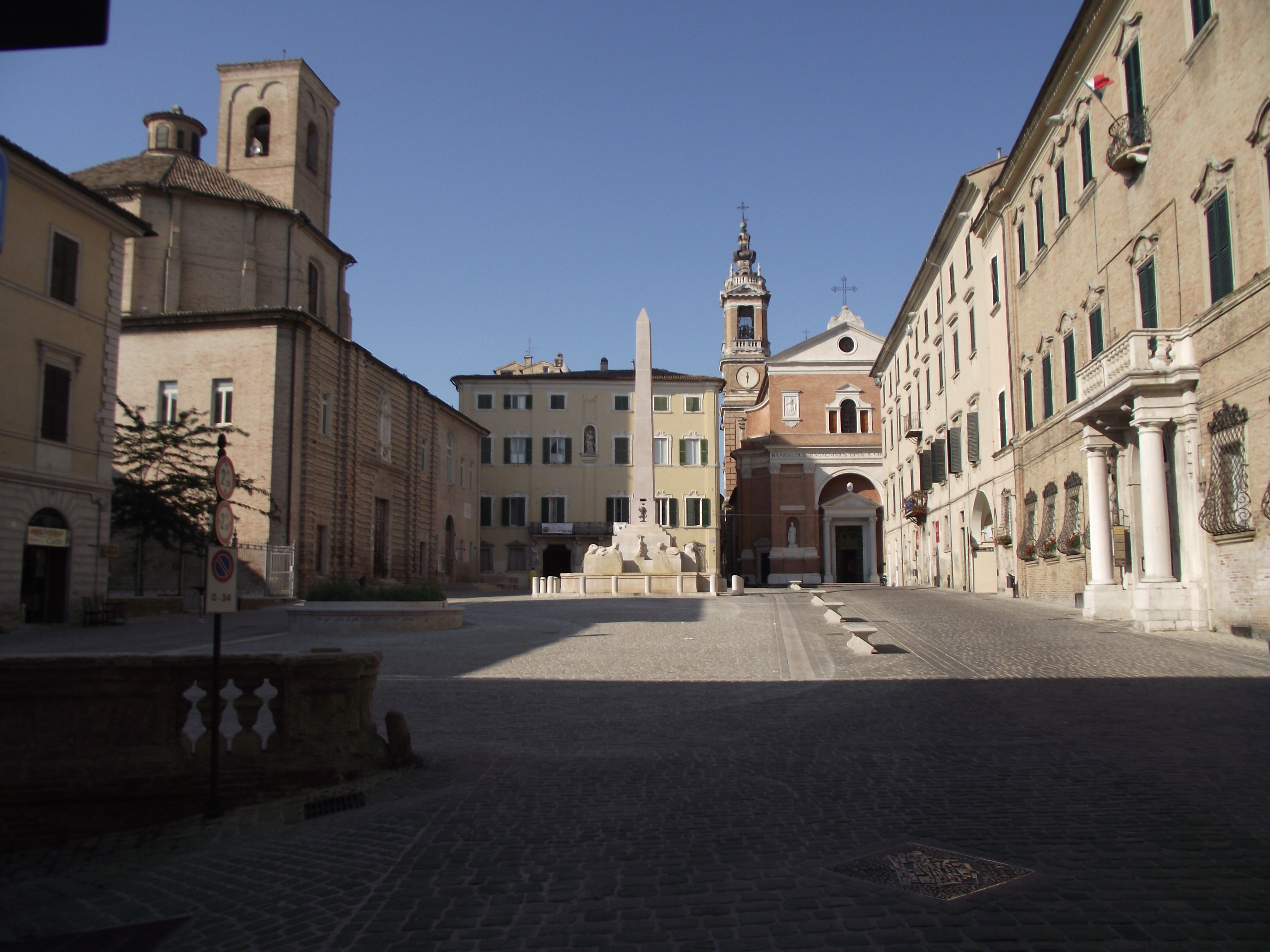
Der alte Marktplatz in Jesi trägt heute den Namen Piazza Federico II. An Friedrichs Geburt erinnert heute ein Brunnen mit einem Obelisken.

Friedrich wurde am 26. Dezember 1194 von Konstanze von Sizilien in der mittelitalienischen Stadt Jesi in der Mark Ancona geboren, sein Vater war Kaiser Heinrich VI. Er entstammte dem adligen Geschlecht, das später, ab dem 15. Jahrhundert, „Staufer“ genannt wurde.
Von besonderer Bedeutung für die Staufer in einer rangbetonten Gesellschaft war ihre prestigeträchtige Verwandtschaft mütterlicherseits mit den Saliern. Der Großvater Friedrichs II., Friedrich „Barbarossa“, verstand sich als Nachkomme des ersten Salierkaisers Konrad II., auf den er sich in Urkunden mehrfach als seinen Vorfahren bezog. Nach dem Aussterben der Salier im Mannesstamm 1125 erhoben die Staufer zuerst durch Herzog Friedrich II. von Schwaben und dann durch Konrad III. vergeblich Anspruch auf die Königswürde. Erst durch die Wahl Konrads III. zum König im Jahr 1138 stiegen die Staufer zu einer Königsfamilie auf. 1152 ging die Königswürde reibungslos auf Konrads Neffen Friedrich „Barbarossa“ über, der 1155 auch Kaiser des römisch-deutschen Reiches wurde. „Barbarossa“ führte über Jahrzehnte einen Konflikt mit Papst Alexander III. und den oberitalienischen Kommunen. In der personalen Rang- und Herrschaftsordnung des frühen und hohen Mittelalters spielte die Ehre (honor) eine besondere Rolle. Ehrverletzungen des Reichsoberhauptes waren zugleich eine Verletzung der Würde des Reiches. Die Wahrung der „Ehre des Reiches“ (Honor Imperii), die der Kaiser durch das Auftreten des Kardinals Roland und späteren Papstes Alexander III. angegriffen sah, und die Pflicht, Ehrverletzungen zu rächen, führten zu langwierigen Konflikten mit dem Papsttum. Erst 1177 konnte der Konflikt im Frieden von Venedig beigelegt werden. Gegenüber den oberitalienischen Städten waren die kaiserlichen Rechte (Regalien), die Friedrich I. stärker beanspruchte als seine Vorgänger, der Anlass für jahrzehntelange Konflikte. Im Konstanzer Frieden konnte mit den Städten 1183 ein Ausgleich gefunden werden. Die Probleme mit den im Hochmittelalter wirtschaftlich immer stärker und selbständiger werdenden Kommunen Oberitaliens sollten auch die Herrschaftszeit Friedrichs II. erheblich belasten.
Mitte der 1180er Jahre gelang „Barbarossa“ die Vermählung seines Sohnes Heinrich mit der Normannenprinzessin Konstanze von Hauteville, der Tochter von Siziliens erstem normannischen König Roger II. Heinrich beabsichtigte die Verbindung des Imperiums mit dem sizilischen Regnum (unio regni ad imperium). Seine bis dahin kinderlos gebliebene Gemahlin Konstanze brachte 1194 nach achtjähriger Ehe und mit fast vierzig Lebensjahren Friedrich zur Welt. Aus diesen Gründen kursierten um die Geburt viele Gerüchte und Legenden. Den Gegnern des Staufers zufolge war Friedrich väterlicherseits gar nicht königlicher Abstammung, sondern der untergeschobene Sohn eines Metzgers, eines Falkners oder Müllers gewesen. Nach dem Florentiner Chronisten Ricordano Malispini (um 1282) soll Konstanze, um ihre Mutterschaft zu beweisen, den Sohn öffentlich auf einem Marktplatz in einem Zelt zur Welt gebracht haben. Die antikaiserlichen Aussagen werden in der Forschung aber als wenig glaubwürdig eingestuft.
Friedrich wurde bereits nach drei Monaten der Herzogin von Spoleto übergeben. Ihr Mann Konrad von Urslingen gehörte zu den engsten Vertrauten Heinrichs VI. Am Herzogshof in Foligno verbrachte Friedrich seine ersten Lebensjahre. Um Weihnachten 1196 wählten die Fürsten in Frankfurt den gerade zweijährigen Königssohn in Abwesenheit zum römisch-deutschen König (rex Romanorum). Sein Vater wollte mit dieser Wahl vor dem Aufbruch zu seinem Kreuzzug seine Nachfolge geregelt wissen. Nach dem unerwarteten Tod des Vaters in Messina kam der fast dreijährige Friedrich, dessen Krönung zum römisch-deutschen König nicht mehr erfolgt war, im Herbst 1197 an den Hof nach Palermo. Am 17. Mai 1198 wurde er im Dom von Palermo zum König von Sizilien gekrönt. Gleichzeitig mit der Krönung zum König von Sizilien verzichtete Konstanze für Friedrich auf den Titel rex Romanorum, da der Papst eine Doppelherrschaft des nordalpinen Reiches und Siziliens befürchtete.

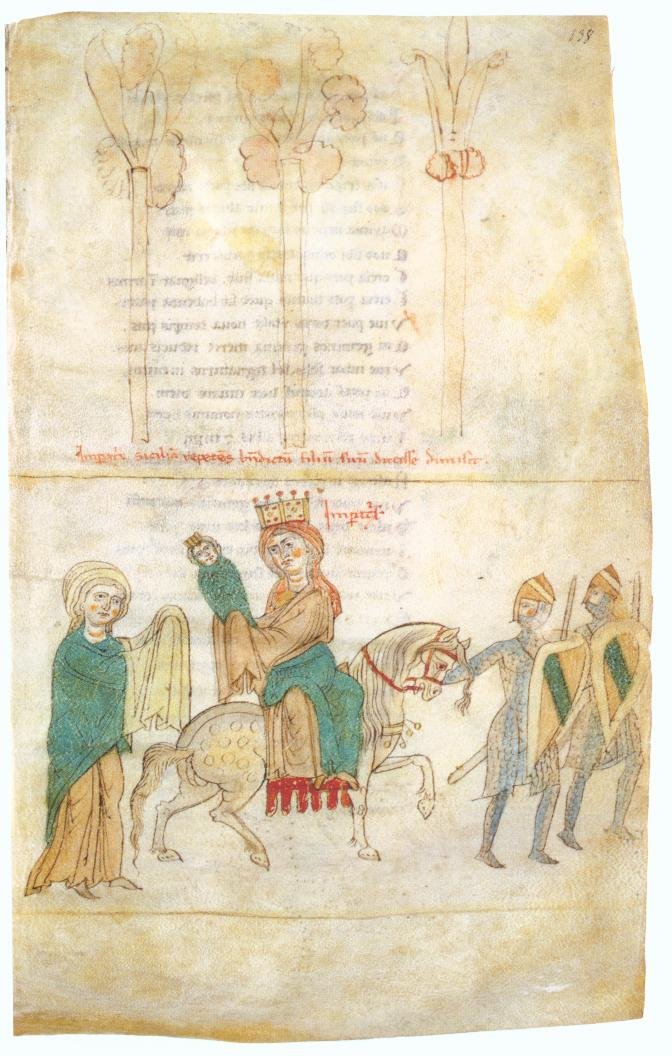
Konstanze von Sizilien (erkennbar an ihrer Krone und der Beischrift Imp(era)tr(i)x) übergibt ihren Sohn, den späteren Thronfolger Friedrich II., in Jesi an die Herzogin von Spoleto zur Erziehung. Auf die Besonderheit des Säuglings wird durch seine Krone und die verhüllten Hände der Frauen hingewiesen. Ausschnitt aus dem Liber ad honorem Augusti des Petrus von Eboli (zwischen 1194 und 1197). Bern, Burgerbibliothek, Codex 120. II, fol. 138r.

Mit knapp vier Jahren verlor Friedrich am 27. November 1198 auch seine Mutter Konstanze. Friedrich war Vollwaise, woraufhin Papst Innozenz III. die Vormundschaft übernahm. Es brachen innere Machtkämpfe zwischen den rivalisierenden Parteien um die Leitung der Regierung aus. In den folgenden Jahren versuchten der Kanzler Walter von Pagliara, normannische Barone, päpstliche Legaten und Vertraute des verstorbenen Kaisers Heinrich VI. durch die Kontrolle über den kleinen Friedrich die Herrschaft auszuüben. Viele Barone nutzten die Möglichkeit, sich von der Zentralgewalt zu lösen. Die Verfügungsgewalt über den Jungen hatten Walter von Pagliara, seit November 1201 Markward von Annweiler, seit Ende 1202 Wilhelm von Capparone, vermutlich ein deutscher Heerführer, und von November 1206 bis Weihnachten 1208 wieder Walter von Pagliara.
Über Friedrichs Kindheit in Palermo ist nichts weiter bekannt. Als Legende gilt, dass der junge König sich unbeaufsichtigt auf den Straßen Palermos herumgetrieben und von milden Gaben ernährt habe. Friedrich erhielt vielmehr eine ritterliche Ausbildung, erlernte zahlreiche Sprachen, Lesen, Schreiben und Jagen. Am 26. Dezember 1208 endete die Vormundschaft des Papstes. Friedrich wurde zwar nicht volljährig, trat aber in eine eingeschränkt rechtsfähige Minderjährigkeit. Innozenz hatte für Friedrich eine Ehe mit Konstanze, einer Tochter König Alfons’ II. von Aragon, vereinbart, die im Oktober 1208 durch einen Vertreter Friedrichs in Aragon geschlossen wurde. Die Trauung fand dann im August 1209 statt, als Konstanze verspätet in Sizilien eintraf. Bei seinen ersten eigenständigen Handlungen griff Friedrich in die Besetzung des Erzstuhls von Palermo ein und drängte wohl im Februar 1210 seinen Kanzler Walter von Pagliara aus dem Amt.

### Kampf gegen Otto IV.
Im Reich nördlich der Alpen war durch Heinrichs Tod ein Machtvakuum entstanden. Da es keine schriftlich fixierten Normen über Königswahlen gab, wurden mit dem Welfen Otto IV. und dem Staufer Philipp von Schwaben – Friedrichs Onkel – zwei Könige gewählt, die jeweils von einer Gruppe von Fürsten unterstützt wurden. 1208 wurde Philipp in Bamberg von Otto VIII. von Wittelsbach ermordet, woraufhin Otto IV. im nordalpinen Reichsteil unangefochten die Herrschaft übernahm. Entgegen seinen Zusagen gegenüber dem Papst, seinem wichtigsten Förderer, blieb der Welfe nach seiner Kaiserkrönung 1209 in Italien und brachte seine Herrschaft zur Geltung. Er unterwarf Apulien und Kalabrien und wollte nach Sizilien übersetzen. Otto beabsichtigte, das sizilische Reich Friedrichs zu erobern und missachtete dadurch auch die päpstliche Lehnshoheit. Daraufhin wurde er vom Papst im November 1210 exkommuniziert, rückte aber dennoch weiter nach Süditalien und Sizilien vor. Sein Handeln basierte nicht auf dem Konsens mit den Fürsten nördlich der Alpen. Im Reich nördlich der Alpen wählten die Erzbischöfe Siegfried von Mainz und Albrecht von Magdeburg, der Landgraf Hermann I. von Thüringen und der böhmische König Ottokar I. Přemysl deswegen im September 1211 in Nürnberg Friedrich II. zum „anderen Kaiser“ (alium imperatorem). Dieser war zuvor vom Papst den Fürsten als Kandidat vorgeschlagen worden. Otto kehrte angesichts der Gefährdung seines Machtanspruchs überstürzt in das Reich nördlich der Alpen zurück. Dies bestärkte Friedrich in der Überzeugung, dass nur ein Erfolg gegen seinen Konkurrenten sein sizilisches Königreich dauerhaft sichern konnte. Es ging ihm aber auch darum, die Nachfolge seiner Vorfahren im Reich nördlich der Alpen anzutreten. Mit kleinem Gefolge und päpstlicher Unterstützung, aber ohne eigenes Heer machte sich Friedrich im März 1212 auf den Weg dorthin. Im selben Monat wurde Friedrichs noch nicht einjähriger Sohn Heinrich zum König von Sizilien gekrönt.
Während des Doppelkönigtums ergriffen die Kommunen Norditaliens unterschiedlich Partei. Mailand hielt Otto IV. die Treue, während Cremona und Pavia für Philipp und dann für Friedrich eintraten. Mailand versuchte mit allen Mitteln, Friedrichs Zug in den nordalpinen Reichsteil zu unterbinden. Vor den mailändischen Verfolgern gelang es Friedrich mitten in der Nacht, mit einem Pferd den Lambro zu durchqueren. Die Annales Mediolanenses Minores, die „Kleinen Mailänder Annalen“, spotteten, dass sich Friedrich bei seiner Flucht vor den Mailändern im Fluss Lambro „nasse Hosen“ geholt habe (balneavit sarabulum in Lambro, „er badete seine Hose im Lambro“). Trotz aller Probleme erreichte Friedrich mit Unterstützung der Bischöfe von Trient und Chur sowie des Abts von Sankt Gallen im September 1212 den Bodensee. Nur wenige Stunden vor der Ankunft Ottos in Konstanz konnte Friedrich durch den Bischof Konrad dort Einlass finden und die bedeutende Stadt im Südwesten Deutschlands für sich gewinnen. Otto vermied eine Belagerung und zog sich an den Niederrhein zurück.

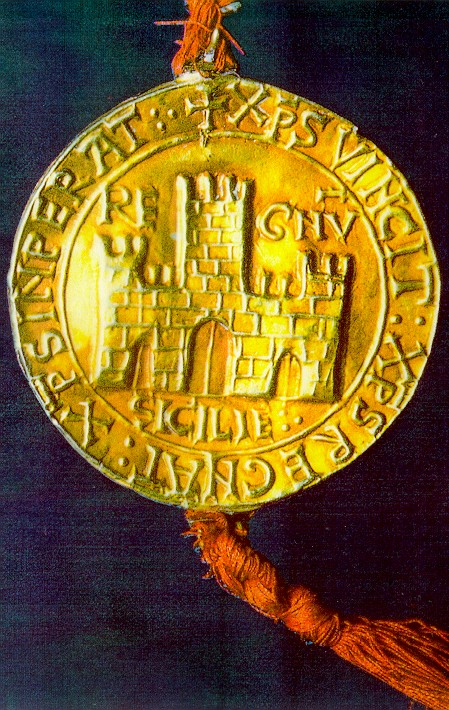
Verso der Königsgoldbulle Friedrichs mit Darstellung des Regnum Sicilie als befestigtem Ort

Am 26. September 1212 stellte Friedrich auf deutschem Boden seine ersten Urkunden für den König von Böhmen und den Markgrafen von Mähren aus. Die Urkunden sind unter dem Namen Sizilische Goldene Bullen bekannt, weil sie mit Friedrichs sizilischem Königssiegel in Gold beglaubigt wurden. Das berühmteste (DF. II 171) der drei Dokumente für König Ottokar I. und seinen Bruder, den mährischen Markgrafen Wladislaw Heinrich, wurde in den tschechisch-deutschen Nationaldebatten des 19. und 20. Jahrhunderts als Grundstein für eine staatsrechtliche Stellung Böhmens gedeutet. In den folgenden Wochen und Monaten vermochte Friedrich durch zahlreiche Privilegien und Vergünstigungen seine Anhänger an sich zu binden und weitere Fürsten zu gewinnen. Dadurch gelang es ihm, seine Position im ganzen Süden des Reiches zu festigen. Durch seine herrscherliche Freigebigkeit (milte) unterschied er sich deutlich von seinem welfischen Kontrahenten; dafür wurde er von Chronisten und Dichtern gepriesen, insbesondere von Walther von der Vogelweide. Im November 1212 schloss Friedrich mit dem französischen König Philipp II. August ein Bündnis, das ihm 20.000 Silbermark einbrachte. Dieses Geld verteilte er unverzüglich unter den Großen des Reichs, um sie für ihre Anstrengungen im Reichsdienst zu belohnen und sich auch zukünftig ihrer Unterstützung zu versichern.

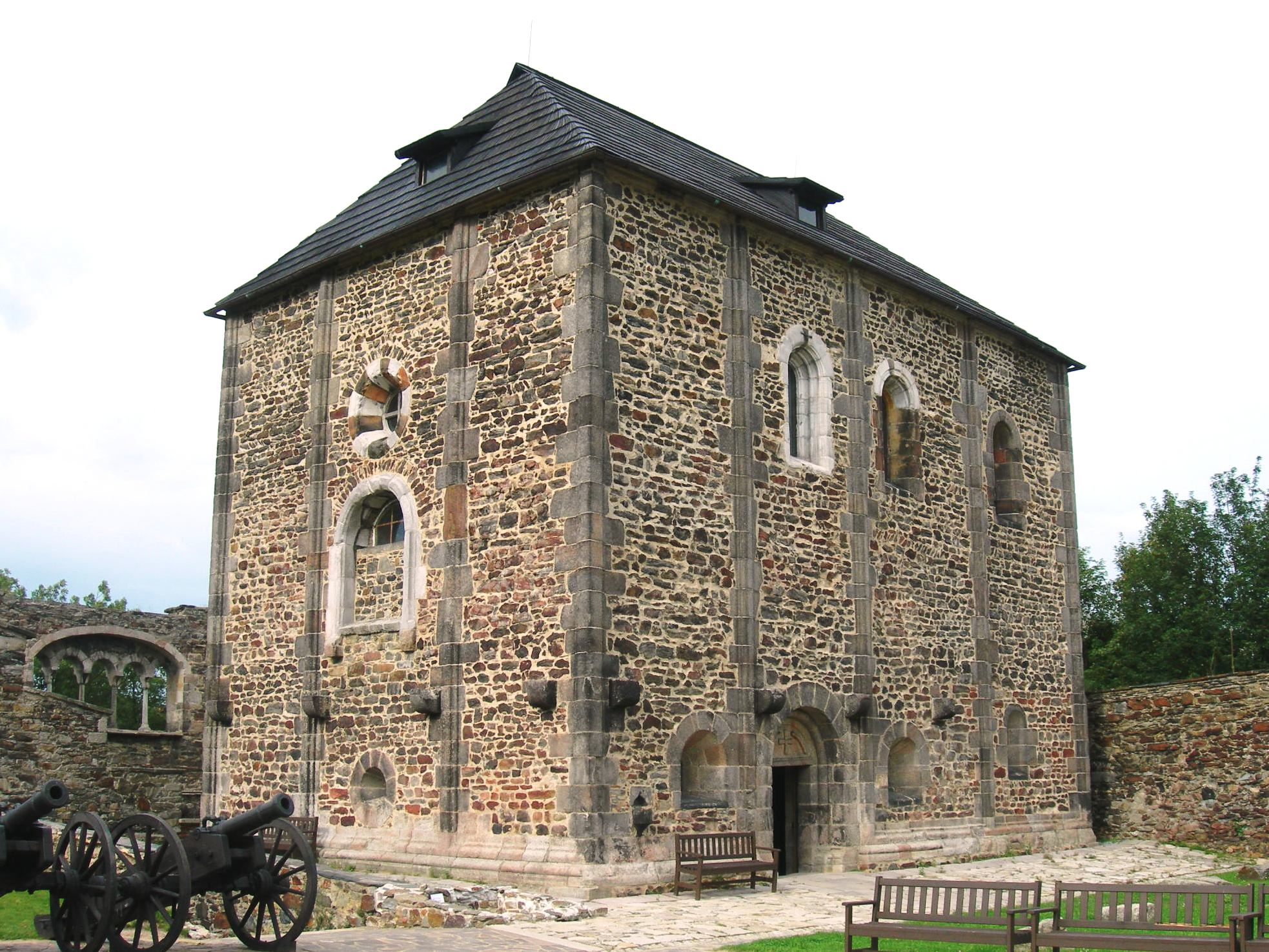
In der Kapelle der Burg Eger ließ Friedrich im Juli die als „Goldbulle von Eger“ bekannte Urkunde ausstellen. Äußerst selten werden in Urkunden des Mittelalters neben dem Ort der Verhandlungen auch bestimmte Gebäude genannt.

Am 5. Dezember wurde Friedrich in Frankfurt zum König gewählt, seine Krönung wurde am 9. Dezember 1212 im Mainzer Dom durch Erzbischof Siegfried von Mainz vollzogen. Am 12. Juli 1213 bestätigte Friedrich in der „Goldbulle von Eger“ die Versprechungen, die Otto IV. dem Papst im März 1209 gemacht hatte. Friedrich verzichtete mit dem Herzogtum Spoleto und der Mark Ancona auf wichtige Gebiete in Italien und ebenso auf die von seinen Vorgängern beanspruchten Rechte bei den Bischofswahlen. In einer knappen Urkunde gab Herzog Ludwig von Bayern und Pfalzgraf bei Rhein 1214 seine Zustimmung zu den Verfügungen des Königs. Damit sind erstmals fürstliche Willebriefe als neues Mittel der Konsensgewährung überliefert.
Friedrichs Herrschaft war im Reich nördlich der Alpen am Ende des Jahres 1213 noch nicht gefestigt. Zu Weihnachten 1213 ließ er den Leichnam Philipps von Bamberg nach Speyer, in die bedeutendste Grablege der römisch-deutschen Könige und Kaiser, überführen. Damit knüpfte er an die Tradition seiner salischen und staufischen Vorfahren an, um die Legitimität seiner Herrschaft öffentlich zu demonstrieren.
Otto zog zur Unterstützung seines englischen Bündnispartners, König Johann Ohneland, mit einem Heer nach Frankreich. Dort erlitt er am 27. Juli 1214 in der Schlacht bei Bouvines zwischen Lille und Tournai eine vernichtende Niederlage. Daraufhin zog Otto sich nach Braunschweig zurück und blieb von Friedrich bis zu seinem Tod unbehelligt, aber auch ohne überregionalen Einfluss. In den folgenden Monaten setzte Friedrich seine Herrschaft überall im Reich durch. Am 25. Juli 1215 ließ er sich in Aachen, am traditionellen Krönungsort der römisch-deutschen Herrscher, vom Mainzer Erzbischof erneut krönen. Noch am selben Tag verpflichtete sich Friedrich zu einem Kreuzzug, was für ihn eine Chance war, sich als Schutzherr der gesamten Christenheit zu profilieren. Außerdem existierte die Vorstellung, dass mit der Teilnahme am Kreuzzug die vollständige Vergebung aller Sünden erlangt und Ruhm im Kampf für den Glauben erworben werden könne. In Aachen setzte sich Friedrich auf den Thron Karls des Großen. Zwei Tage nach seiner Krönung beteiligte sich Friedrich bei der Umbettung der Gebeine Karls des Großen eigenhändig an der Schließung des Karlsschreines. Durch diese rituelle Handlung knüpfte er an die Karlstradition an und präsentierte sich als Nachfolger des legendären fränkischen Kaisers. Im November 1215 wurde Friedrich auf dem Vierten Laterankonzil endgültig als römisch-deutscher König anerkannt und die Aufhebung der Exkommunikation Ottos abgelehnt.
In den Folgejahren hielt sich Friedrich vor allem im Süden des Reiches, in der traditionell staufischen Region, auf. Neben den Bischofsstädten Speyer, Augsburg oder Würzburg und den Pfalzen zu Nürnberg, Ulm oder Frankfurt kam der Pfalz Hagenau wie bereits unter seinen Vorgängern eine besondere Bedeutung zu. In der Stauferpfalz Hagenau im Elsass sind 22 Aufenthalte überliefert.

### Königswahl Heinrichs (VII.)

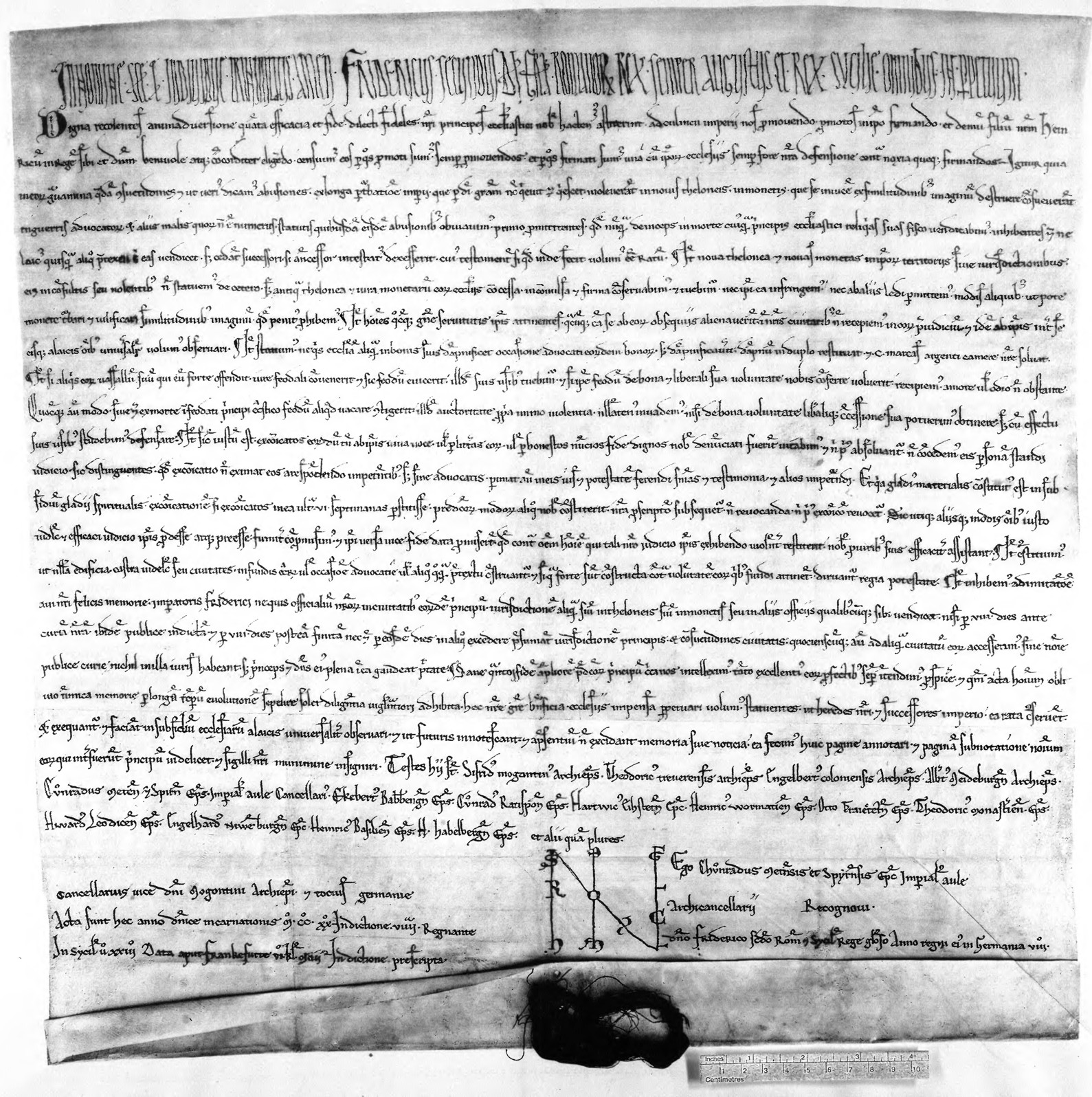
Die Confoederatio cum principibus ecclesiasticis aus dem Jahr 1220

Am 1. Juli 1216 versprach Friedrich in Straßburg bei Verhandlungen über die künftige Kaiserkrönung, dass er nach erfolgter Krönung das Königreich Sizilien seinem Sohn übergeben und selbst auf die sizilische Königswürde verzichten werde. Diese Zusagen löste er aber nicht ein, sondern holte seinen Sohn Heinrich 1216 in den nordalpinen Teil des Reiches und übertrug ihm das Herzogtum Schwaben, später auch das Rektorat über Burgund. Im Februar 1217 verwendete Heinrich erstmals in einer Urkunde den Titel dux Suevie. Heinrichs sizilischer Königstitel entfiel im selben Jahr, um die Bedenken auf päpstlicher Seite zu zerstreuen, dass eine Verbindung mit dem sizilischen Königreich angestrebt werde. Friedrich wollte in diesem Zusammenhang auch seine eigene Kaiserkrönung durch den Papst nicht gefährden. Er wiederholte 1219 in Hagenau gegenüber dem neuen Papst Honorius III. die Versprechungen, die er schon 1216 in Eger gemacht hatte.
Ende April 1220 wurde der neunjährige Heinrich auf einem Hoftag in Frankfurt zum römisch-deutschen König gewählt. Für die Zustimmung zu dieser Wahl machte Friedrich am 26. April 1220 besonders den geistlichen Fürsten zahlreiche Zugeständnisse. Dazu zählten die Münz- und Zollrechte, die zu einer erheblichen Stärkung der kirchlichen Territorien führen sollten. Seit dem 19. Jahrhundert wurde dieses umfassende Privileg Confoederatio cum principibus ecclesiasticis (Bündnis mit den geistlichen Fürsten) genannt. Historiker des 19. Jahrhunderts deuteten es als Beispiel für den Machtverlust der königlichen Zentralgewalt gegenüber fürstlichen Partikularinteressen. Es ging aber kaum um neue Ansprüche, denn der Prozess des Ausbaus der bischöflichen Territorialherrschaft war schon in den vorangehenden Jahrzehnten weit fortgeschritten. Die ehemaligen Königsrechte wurden den geistlichen Fürsten durch dieses umfassende Privileg lediglich verbrieft. Die erwiesene und künftig erhoffte Treue verpflichtete den König, die Fürsten mit besonderen Gunsterweisen zu belohnen und den Konsens mit ihnen zu suchen. Dieses Herrschaftsverhalten stieß folglich auch nicht auf Kritik der Zeitgenossen. Zwei Jahre nach der Wahl wurde Heinrich am 8. Mai 1222 in Aachen vom Kölner Erzbischof zum König gekrönt und geweiht. Bis zu Heinrichs Volljährigkeit lag die Herrschaftsgewalt bei Erzbischof Engelbert von Köln, Herzog Ludwig von Bayern und Bischof Konrad von Metz und Speyer.

## Phase der universalen Herrschaft (1220–1238)

### Kaiserkrönung 1220
Friedrich sicherte im Februar 1220 zu, auf das Königreich Sizilien für seinen Sohn Heinrich zu verzichten und bis zu dessen Volljährigkeit einen dem Papst genehmen Regenten einzusetzen. Im September 1220 war Friedrich nach achtjähriger Abwesenheit wieder in Italien. Am 22. November wurden Friedrich und seine Gemahlin Konstanze von Papst Honorius III. in der Peterskirche zu Kaiser und Kaiserin gekrönt. Nach der Kaiserkrönung wurden die Insignien vom Reichstruchsess Eberhard von Tanne in den Jahren von 1221 bis 1240 auf der Waldburg verwahrt und dort von Prämonstratensern bewacht. Es blieb für 92 Jahre die letzte Kaiserkrönung in Rom. Bei der Kaiserkrönung erneuerte Friedrich seinen Schwur, einen Kreuzzug durchzuführen. Im August des kommenden Jahres versprach er, zum Kreuzzug aufzubrechen.

### Sicherung und Stabilisierung der Königsherrschaft auf Sizilien

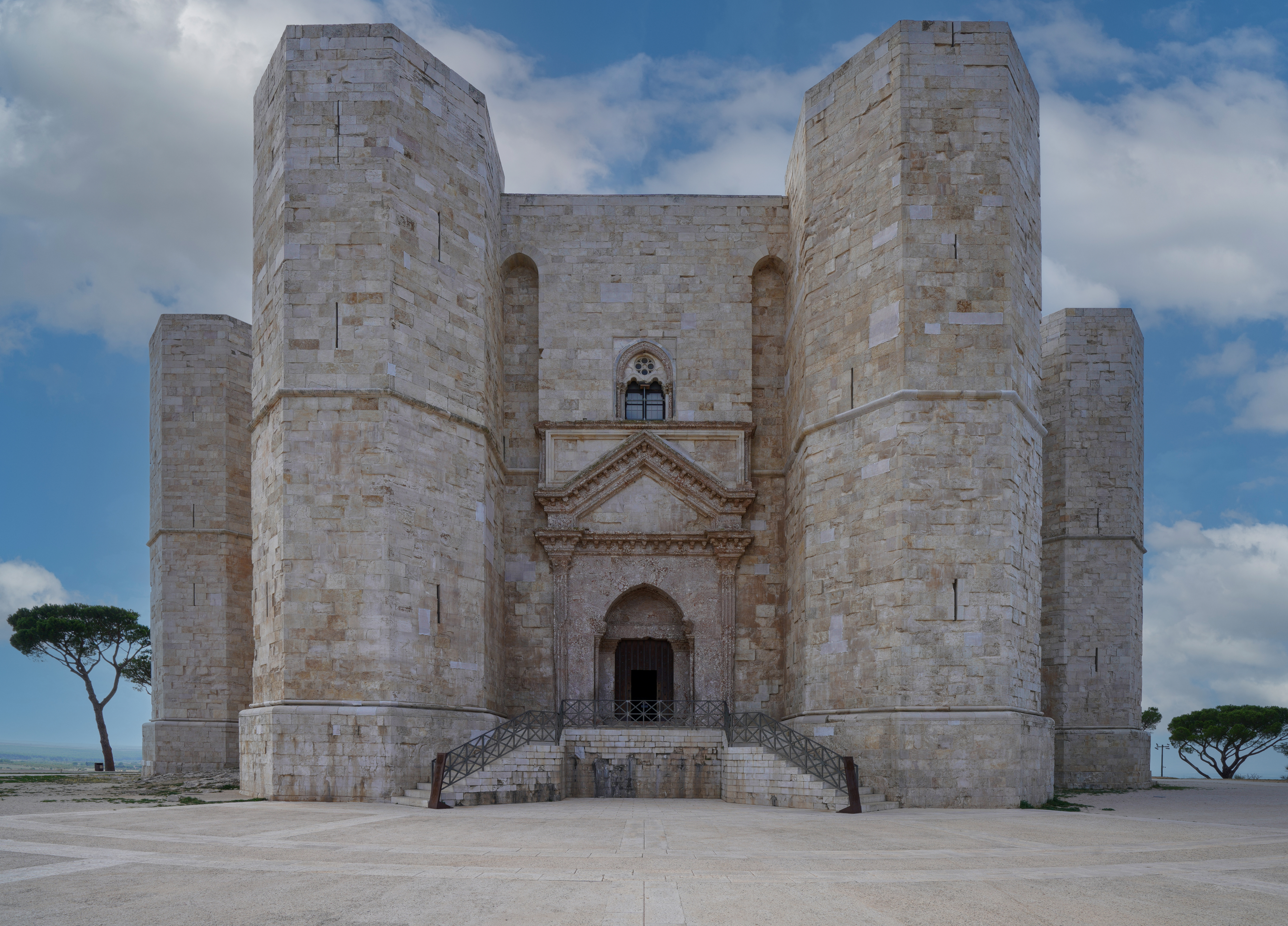
Das beeindruckendste Bauwerk Friedrichs ist Castel del Monte. Es liegt mitten in der Landschaft Apulien und ist über weite Entfernung sichtbar.

Nach acht Jahren Abwesenheit kehrte Friedrich im Dezember 1220 nach Sizilien zurück. Am 20. Dezember 1220 hielt er in Capua einen Hoftag ab und erließ eine kleine Sammlung von 20 Gesetzen für das Königreich Sizilien, die als Assisen von Capua bekannt wurden. Ein Schwerpunkt der Assisen war das Thema „Über die Zerstörung neuer Bauten“ (De novis edificiis deruendis). Während Friedrichs Unmündigkeit und Abwesenheit hatte der sizilische Adel zahlreiche Festungen gebaut oder übernommen. Alle seit 1189 ohne königliche Einwilligung errichteten Burgen sollten nun eingezogen oder zerstört werden. Den Baronen untersagte Friedrich außerdem den Bau neuer Kastelle. Ein weiterer wichtiger Bestandteil der Assisen war ein absolutes Fehdeverbot für alle Untertanen. Es wurde somit die eigenmächtige Rache bei Unrecht verboten und vorgeschrieben, dass Recht vor dem Hofgericht oder den vom König in den Provinzen eingesetzten Gerichten gesucht werden sollte. Wenig später wurden die Assisen von Messina erlassen, in denen Gotteslästerung und Würfelspiel untersagt wurden. Juden und Prostituierte hatten sich außerdem durch besondere Kleidung zu kennzeichnen. 1224 erließ Friedrich – nicht auf Veranlassung des Papstes, sondern vermutlich auf Bitten der oberitalienischen Bischöfe – ein Ketzeredikt. Häretiker sollten mit dem Scheiterhaufen oder zur Abschreckung mit dem Verlust ihrer Zunge bestraft werden. Mit diesem Gesetz beabsichtigte Friedrich seine Herrschaft weiter durchzusetzen, es wurde aber auch die Autorität der oberitalienischen Bischöfe gegenüber den Stadtbewohnern gestärkt.
Für die Umsetzung der Assisen war eine leistungsstarke Verwaltung notwendig. Für deren Aufbau wurde auch eine neue einheitliche Silberwährung (Denare) eingeführt, welche die Einbindung Süditaliens in den europäischen Wirtschaftsraum ermöglichte. Unter Friedrichs Herrschaft wurde das Königreich Sizilien in Provinzen mit klar umrissenen Grenzen eingeteilt. Dies war in Europa eine bis zu diesem Zeitpunkt unbekannte Neuerung. Friedrichs Provinzeinteilung blieb bis zur Einigung Italiens 1860 in Kraft. Im Sommer 1224 gründete Friedrich eine Universität in Neapel. Es war die erste von einem Kaiser gegründete und von kirchlichem Einfluss unabhängige Universität in Europa. Die Universitätsgründung sollte den Nachwuchs an kaisertreuen Fachleuten, vor allem an Juristen, im Königreich Sizilien gewährleisten und dies unabhängig vom stauferfeindlichen Bologna oder anderen oberitalienischen Rechtsschulen. Friedrichs sizilische Untertanen sollten künftig nur noch an dieser Universität studieren.
Zur Herrschaftsstabilisierung gehörte auch Friedrichs Kampf gegen die Muslime auf Sizilien. Diese lebten dort seit dem 9. Jahrhundert, doch hatte sich die Bevölkerungsstruktur seit Roger II. zum Vorteil des lateinisch-christlichen Bevölkerungsanteiles und zu Lasten der Muslime verändert; die Muslime hatten sich in den mittleren Westen der Insel in schwer zugängliche Höhlenburgen zurückgezogen. Durch Raubzüge einiger aufständischer Muslime entstanden Unruhen und Ausfälle an königlichen Einkünften. Daher ging Friedrich 1222 militärisch gegen sie vor. Die Muslime leisteten bis zum Frühjahr 1225 erheblichen Widerstand und Friedrich musste mehrmals zur Finanzierung des Krieges von seinen Untertanen eine Sarazenensteuer einfordern. Zwischen 1224 und 1245 wurden Tausende sizilische Muslime in das über 800 Kilometer entfernte apulische Lucera deportiert, wo sie ungestört ihre Religion ausüben konnten. Friedrich gestand ihnen das Recht zur Religionsausübung, eine eigene Rechtsprechung und Selbstverwaltung zu. Die Muslime arrangierten sich mit der Situation, wurden treue Anhänger des Kaisers und dienten ihm als Soldaten und Hofpersonal. Mit Friedrichs Herrschaft endeten 1246 die arabische Besiedlung Siziliens und das Zusammenleben der christlichen und muslimischen Kulturen auf der Insel. Den Kampf gegen die Muslime nutzte Friedrich auch, um sich der Hochadligen zu entledigen, deren Gefolgschaft unsicher war. Die Grafen, die dem Kampf gegen die Muslime nachlässig nachgingen, wurden verhaftet und ihre Güter eingezogen.
Friedrich hielt sich ab 1220 überwiegend in Apulien und Kampanien auf. Bislang war Palermo Residenz der Könige von Sizilien gewesen, doch unter Friedrich wurde Foggia zum bevorzugten Aufenthaltsort. Von 1221 bis zu seinem Tod sind vierzig Aufenthalte dort belegt. In Foggia begann Friedrich 1223 eine Palastanlage zu errichten, die 1225 fertiggestellt wurde. Von dieser Residenz sind heute nur noch ein Portal und eine Inschrift erhalten. Palermo besuchte Friedrich nach der Kaiserkrönung nur noch selten.
Seine Herrschaft ließ Friedrich durch zahlreiche Bauwerke vergegenwärtigen und sichern. Nach neueren Forschungen sind im sizilischen Reich von dem Jahr der Kaiserkrönung 1220 bis zum Tod des Staufers 1250 287 Bauwerke ausgebaut oder neu errichtet worden. Insbesondere in den 1230er Jahren wurden zahlreiche Bauten errichtet. Von 1232 bis 1242 wurde das Castello d’Augusta und von 1234 bis 1240 das Castello Maniace in Syrakus erbaut. Die rege Bautätigkeit im Südwesten Siziliens könnte im Zusammenhang mit der Errichtung einer zweiten Residenz Friedrichs stehen. Als faszinierendstes Bauwerk Friedrichs gilt das Castel del Monte, welches seine Bezeichnung jedoch erst 200 Jahre danach erhielt. Es handelt sich um einen südwestlich von Andria auf einem Hügel errichteten achteckigen Kastellbau mit achteckigen Türmen, der nach 1240 erbaut worden sein muss. Unklar bleibt die Nutzung des Kastells. Vielfach sind Funktionen als Jagdschloss, Wehrbau, Repräsentationsbau oder Lieblingssitz des Kaisers erwogen worden. Für das Castel del Monte ist allerdings kein Aufenthalt Friedrichs nachgewiesen und auch für die anderen Nutzungsmöglichkeiten wurden zahlreiche Gegenargumente aufgeführt. Möglicherweise knüpfte Friedrich mit der Achteckform des Kastells bewusst an die Aachener Marienkirche an.
Die größte friderizianische Gründung außerhalb Siziliens ist die Burg von Prato. Sie befand sich an einer wichtigen Nord-Süd-Verbindung der Toskana über den Apennin und diente vor allem der Herrschaftsrepräsentation. Zwischen 1234 und 1239 ließ Friedrich am Volturno das Brückentor von Capua errichten, das als Eingangspforte allen Reisenden bei der ersten größeren Stadt im Königreich Sizilien deutlich machte, wer in diesem die Macht innehatte. Das Brückentor gilt als eines der eindrucksvollsten Zeugnisse der mittelalterlichen Herrschaftsrepräsentation. Friedrich ließ zwar Hunderte Kastelle bauen, jedoch mit der 1232 gegründeten Kathedrale von Altamura in Apulien nur eine Kirche gründen.

### Auseinandersetzungen mit den Kommunen
In Cremona berief Friedrich zu Ostern 1226 seinen ersten Hoftag in der Lombardei ein. Die kaiserfreundliche Stadt war aber zugleich Hauptrivalin Mailands. Die Mailänder befürchteten daher Benachteiligungen bei der kaiserlichen Rechtsprechung auf dem Hoftag in Cremona und schürten die Angst vor einer übermächtigen Herrschaft des Staufers. Am 6. März 1226 erneuerte Mailand mit Bologna, Brescia, Mantua, Padua, Vicenza und Treviso den lombardischen Städtebund; Piacenza, Verona, Alessandria und Faenza schlossen sich dem Bündnis wenig später an. Verona blockierte die Alpenpässe und unterband dadurch den Zuzug von Friedrichs Sohn Heinrich und der Fürsten aus dem nördlichen Reichsteil nach Cremona. Die Städte verlangten, dass Friedrich für seinen Aufenthalt in der Lombardei auf die Ausübung seiner Rechtsprechung verzichte und nicht mehr als 1200 Pferde mitführe. Die Angst vor einem parteiisch richtenden Herrscher bestand bei den Kommunen bereits seit Friedrich Barbarossa. Mailand erwartete bei Streitigkeiten mit Städten, die mit Friedrich II. verbündet waren, vor einem kaiserlichen Gericht keine gerechte Entscheidung.
Die Ausübung der Gerichtsbarkeit hatte für die Anerkennung und Repräsentation von Herrschaft hohe Bedeutung. Eine Ablehnung des Gerichtes missachtete daher den kaiserlichen Herrschaftsanspruch und verletzte den honor imperii et imperatoris. Diese Ereignisse waren Ausgangspunkt für jahrzehntelange Konflikte. Die Bundesstädte verloren die kaiserliche Huld und wurden als Reichsfeinde geächtet. Friedrich erklärte den Konstanzer Frieden von 1183 für ungültig.
Ab 1226 bestimmte das päpstliche Schiedsverfahren Friedrichs Konflikt mit dem Bund. Der erste Schiedsspruch vom 5. Januar 1227 sah vor, dass der Bund als Entschädigung für die Beleidigung des Kaisers für den bevorstehenden Kreuzzug 400 Ritter stellen sollte. Dafür sollten die Lombarden wieder in die kaiserliche Huld aufgenommen werden. Für Friedrich hingegen war es unabdingbar, dass für die Wiederaufnahme in seine Huld durch symbolische Unterordnung Gehorsam und Unterordnung als Genugtuungsleistung sichtbar demonstriert wurden. Nur durch das Ritual der deditio konnte dem Anspruch des Kaisers auf Wiederherstellung des verletzten honor imperii Genüge getan werden. Um den bevorstehenden Kreuzzug nicht durch einen Konflikt zu gefährden, stellte der Kaiser diese Forderung jedoch zurück.

### Kreuzzug 1228/29

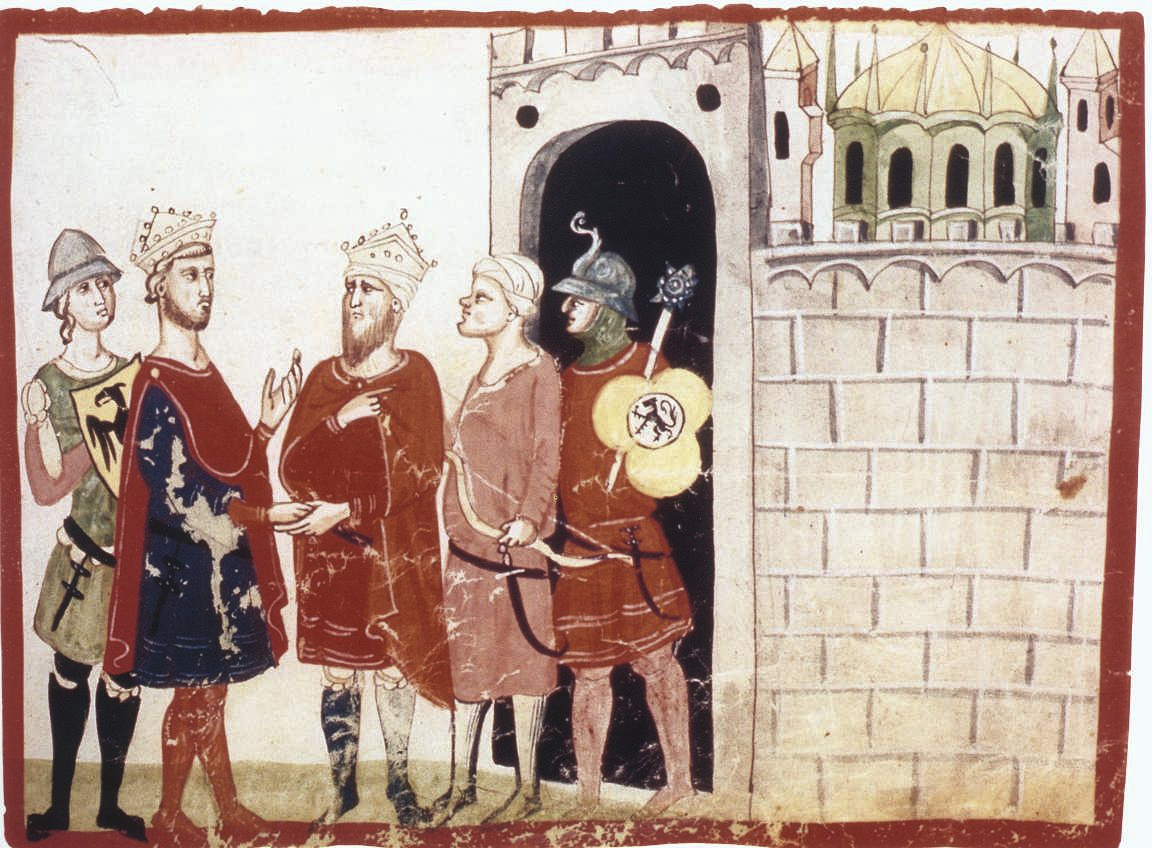
Friedrich II. (links) mit Sultan al-Kamil. Der Kaiser schließt mit dem Sultan den Vertrag von Jaffa ab. Giovanni Villani, Nuova Cronica, 14. Jahrhundert, Biblioteca Apostolica Vaticana, Rom Cod. Chigi LVIII 296, fol. 75r.

Die Neuordnung seines Königreiches hatte für Friedrich Priorität. Gleichzeitig erlitt die Kreuzzugsbegeisterung durch die Niederlage der Kreuzfahrer bei ihrem Kreuzzug vor Damiette im Spätsommer 1221 einen erheblichen Rückschlag. Mehrfach verschob Friedrich den Aufbruch zum versprochenen Kreuzzug. Im März 1223 vereinbarten Kaiser und Papst bei einem Treffen den Aufbruch zum Kreuzzug auf Juni 1225. Zudem verpflichtete sich Friedrich, mit Isabella von Brienne die Erbin des Königreichs Jerusalem zu ehelichen, nachdem Friedrichs erste Frau Konstanze 1222 verstorben war. Durch die Hochzeit mit Isabella führte er von 1225 bis zu seinem Tod den Titel „König von Jerusalem“. Nach dem Tod von Papst Honorius III. wurde am 19. März 1227 Kardinalbischof Hugolinus von Ostia als Gregor IX. zum Papst gewählt. Er zeigte sich gegenüber Friedrich weniger kompromissbereit als sein Vorgänger. Friedrich hatte sich im Juli 1225 durch den Vertrag von San Germano verpflichtet, spätestens im August 1227 aufzubrechen und die gesamte Finanzierung des Kreuzzugsunternehmens zu übernehmen. Für den Fall der Nichterfüllung dieser Verpflichtungen war im Vertrag die Exkommunikation des Kaisers vorgesehen. Den für August 1227 beschworenen Aufbruch zum Kreuzzug musste Friedrich jedoch wegen einer schweren Seuche erneut verschieben: Er stach zwar noch in See, ging aber zwei Tage später in Otranto wieder an Land. Viele starben an der Seuche, darunter auch der Landgraf Ludwig IV. von Thüringen; der Kaiser selbst erkrankte. Am 29. September 1227 verfiel Friedrich durch Papst Gregor IX., der die kaiserlichen Rechtfertigungen nicht anerkannte, wegen des gebrochenen Kreuzzugsversprechens der Exkommunikation.
Friedrich brach von Brindisi aus am 28. Juni 1228 mit 40 Schiffen zum Kreuzzug auf, ohne zuvor die Aussöhnung mit dem Papst gesucht zu haben. Bislang war es nicht vorgekommen, dass ein Herrscher trotz Exkommunikation in das Heilige Land aufbrach. Friedrich hoffte durch einen Erfolg im Heiligen Land auch die Aufhebung des Kirchenbanns zu erreichen. Die größten Kreuzfahrerkontingente zur Unterstützung Friedrichs stammten aus dem mitteldeutschen Raum (Hessen, Meißen, Thüringen) und aus den staufischen Hausmachtgebieten im Südwesten des Reiches (Schwaben, Elsass und Burgund). Seine Streitmacht umfasste etwa 1.000 Ritter und ungefähr 10.000 Streiter zu Fuß.
Nach einem sechswöchigen Zwischenaufenthalt auf Zypern, wo die Lehnsoberhoheit des Reiches bekräftigt wurde, erreichte Friedrich am 7. September 1228 Akkon. Der Konflikt mit dem Papst hatte sein Kreuzfahrerheer gespalten. Templer und Johanniter verweigerten dem exkommunizierten Herrscher die Gefolgschaft. Auf der anderen Seite versuchte Sultan al-Kamil einen Kampf zu vermeiden, da ihm ein Krieg mit seinen Brüdern drohte. Die aufkommenden Gerüchte über den Einfall päpstlicher Truppen in das Königreich Sizilien setzten Friedrich unter zunehmenden Erfolgsdruck. Auf dem Verhandlungsweg gelang nach fünf Monaten mit dem Vertrag von Jaffa am 11. Februar 1229 eine Einigung mit dem Sultan. Ein zehnjähriger Waffenstillstand wurde geschlossen. Der Sultan trat mit Jerusalem, Bethlehem und Nazareth die wichtigsten Ziele der christlichen Pilger sowie einige weitere kleinere Orte an Friedrich ab. Allerdings blieb mit der Al-Aqsa-Moschee die Gründungsstätte des Templerordens bei den Arabern. Ebenfalls blieben der Tempelplatz mit dem Felsendom und die Dörfer in der Umgebung Jerusalems in muslimischer Hand. Friedrich demonstrierte seinen Herrschaftsanspruch, indem er sich am 18. März 1229 mit Krone und königlichen Gewändern in der Grabeskirche präsentierte. Im Gegensatz zur Annahme früherer Historiker verzichtete Friedrich als Exkommunizierter auf eine Selbstkrönung. Am selben Tag verschickte Friedrich ein Rundschreiben an den Papst, die Könige von England und Frankreich, an seinen Sohn Heinrich sowie an die Großen des Reiches, in dem er seinen Erfolg darlegte. Der Papst hob die Exkommunikation jedoch trotz Erfüllung des Kreuzzugsgelübdes nicht auf.

### Neuordnung des Königreichs Sizilien

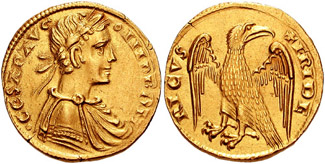
Ab 1231 geprägter Augustalis Friedrichs II. Augustalis, Messina. Vs. IMP(erator) ROM(anorum) CESAR AUG(ustus), Rs. + FRIDERICUS

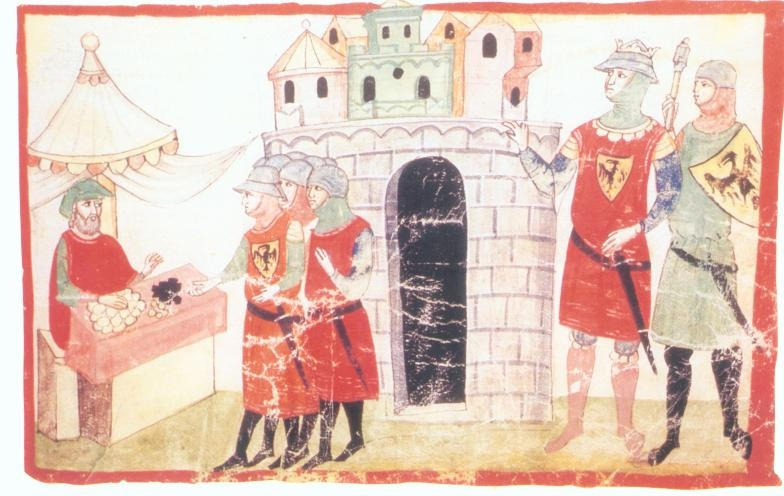
Bei der Belagerung der Stadt Faenza 1240 hatte Friedrich für die Bezahlung der Kriegsdienste keine Münzen mehr zur Verfügung. Stattdessen wurden mit dem Antlitz des Kaisers geprägte Lederstücke ausgegeben. Sie hatten den Wert von jeweils einer Augustale. Giovanni Villani, Nuova Cronica, 14. Jahrhundert, Biblioteca Apostolica Vaticana, Rom Cod. Chigi LVIII 296, fol. 77r.

Während Friedrichs Abwesenheit besetzten im Auftrag des Papstes Söldner große Teile des Königreichs Sizilien. Einige Städte nutzen Friedrichs Exkommunikation und Abwesenheit, um sich von seiner Herrschaft loszusagen und sich dem Papst zu unterstellen. Friedrich verließ das Heilige Land mit sieben Galeeren und landete am 10. Juni 1229 in Brindisi. Die päpstlichen Truppen wurden schnell zurückgeschlagen. Als Abschreckungsmaßnahme ließ Friedrich Sora (nördlich von Montecassino) und San Severo (bei Foggia) vollständig zerstören. Foggia, Troia, Casalnuovo, Larino und Civitate mussten Geiseln stellen und ihre Befestigungen niederreißen.
Angesichts der Schwächung seiner Herrschaft auf Sizilien griff Friedrich durch Reform- und Gesetzgebungsmaßnahmen in die Strukturen des Königreiches ein. Im August 1231 wurden als grundlegendes Gesetzeswerk die Konstitutionen von Melfi verkündet, die oft auch lateinisch als Constitutiones Regni Siciliae und seit dem 19. Jahrhundert auch als Liber Augustalis („Buch des Kaisers“) bezeichnet werden. Die Konstitutionen von Melfi gliedern sich in 219 Einzelgesetze in drei Büchern und sind die erste weltliche Rechtskodifikation des Mittelalters. Mit Ausnahme einzelner Bestimmungen blieben die Gesetze bis in die Zeit Napoleons geltendes Recht auf Sizilien und in Unteritalien. Die Aufgaben und Rechte, die die Konstitutionen von Melfi für die Amtsträger in den Provinzen festlegten, entsprachen aber nur selten den in der Realität ausgeübten Tätigkeiten. Selbst oberste Provinzbeamte hatten sich um die Musiker für den kaiserlichen Hof oder untätige Dienerinnen zu kümmern. Ebenfalls im Jahr 1231 wurden die Augustalen (Goldmünzen) geprägt. Goldmünzen galten nicht nur als Mittel der Thesaurierung und des Fernhandels, sondern dienten auch der Herrschaftsrepräsentation. Angesichts der reglementierten und eingeschränkten Möglichkeiten, den Kaiser zu sehen, war das Bild des Kaisers auf Münzen eine Visualisierung der Treuebindung. Den Herrscher sehen zu dürfen, sollte die Treue zu ihm bekräftigen. Auf der Vorderseite wird Friedrich mit Lorbeerkranz abgebildet und auf der Rückseite erscheinen ein Adler und der Namenszug + FRID-RICVS. Ungefähr eine Million Goldmünzen wurden zwischen 1231 und 1250 in Umlauf gebracht.

### Aussöhnung mit dem Papst
Bei den seit November 1229 beginnenden Friedensverhandlungen zwischen Kaiser und Papst spielte der künftige Status Gaetas eine wesentliche Rolle. Gregor IX. hatte der papstfreundlichen Stadt während Friedrichs Abwesenheit auf dem Kreuzzug versprochen, dass sie künftig keiner anderen Herrschaft und Macht unterworfen sein werde. Dadurch wurde aber auch Friedrichs Machtanspruch in seinem sizilischen Erbreich ignoriert und durch die Ermordung des kaiserlichen Boten nochmals herausgefordert. Im Frieden von San Germano am 28. August 1230 wurde maßgeblich durch die Vermittlungsbemühungen des Deutschordens-Hochmeisters Hermann von Salza der Konflikt mit dem Papst beigelegt. Am 2. September empfing der Papst Friedrich in seinem Elternhaus in Anagni. Durch ein gemeinsames Mahl als Akt demonstrativer Vertraulichkeit wurde die Aussöhnung öffentlich gemacht. Die Gaeta-Frage war zu diesem Zeitpunkt zu Gunsten des Kaisers wohl bereits geklärt. Durch Herauszögern und lange ausbleibende Lösungen wollte Friedrich aber den Papst öffentlich desavouieren; erst im Juni 1233 willigte er in eine Lösung ein.

### Konfrontation mit dem Lombardenbund
Die zweite Phase der Auseinandersetzung mit dem Lombardenbund begann mit der kaiserlichen Ankündigung, am 1. November 1231 in Ravenna einen Hoftag abzuhalten. Daraufhin sperrte der Lombardenbund erneut die Alpenpässe und verhinderte dadurch den Zuzug der deutschen Fürsten zum Kaiser. Am 14. Januar 1232 erneuerte Friedrich den Bann über die Liga. Es wurde daraufhin ein zweites päpstliches Schiedsverfahren eingeleitet. Friedrich erwartete die demonstrative Anerkennung seiner Herrschaft durch Unterwerfung, oder der Bund sollte sich einem förmlichen Gerichtsverfahren vor dem Kaiser als Richter stellen. Dem stand aber die seit Friedrichs Großvater Friedrich „Barbarossa“ notorische Parteilichkeit des kaiserlichen Gerichts entgegen. Sie bildete eine erhebliche Strukturschwäche in der Herrschaftsausübung südlich der Alpen gegenüber den untereinander verfeindeten Kommunen. Das Schiedsverfahren des Papstes war mehr auf Ausgleich und Gleichbehandlung der Parteien ausgelegt. Der zweite Schiedsspruch fiel mit der Bereitstellung von 500 Rittern nicht viel anders aus als der erste. Friedrich klagte daraufhin, der Schiedsspruch habe ihm für die erlittenen Beleidigungen keine angemessene satisfactio (Genugtuung) verschafft. Die verletzte Ehre von Kaiser und Reich konnte nur durch symbolische Unterwerfung in größtmöglicher Öffentlichkeit wiederhergestellt werden.

### Konflikt mit Friedrichs Sohn König Heinrich (VII.)
Das Handeln von Friedrichs Sohn Heinrich im nordalpinen Reich war ganz auf die Wahrung des königlichen honor (Ehre) ausgerichtet. Friedrich hingegen wollte seine patria potestas, die väterliche Gewalt über den Sohn, wahren und erwartete unbedingten Gehorsam. Seine Herrschaft im Reich nördlich der Alpen konnte Friedrich gegen seinen damaligen Rivalen Otto IV. nur mit Unterstützung der Fürsten durchsetzen und ihnen hatte er auch das Kaisertum zu verdanken. Er musste also mit den Großen den Konsens für seine Handlungen suchen. Für Heinrich wurde zwar eine eigene Kanzlei eingerichtet und ein eigenes Siegel geschaffen, jedoch konnte dieser seine Königsherrschaft im Reich nördlich der Alpen nicht unabhängig von seinem Vater gestalten. Die Fürsten wandten sich bei Konflikten mit Heinrich direkt an Friedrich. Vom Süden aus mischte sich Friedrich wiederholt in Angelegenheiten des Reiches nördlich der Alpen ein und missachtete dadurch den königlichen honor seines Sohnes. Heinrich wurde in seinem eigenen Königreich von seinem Vater zu einem bloßen Befehlsempfänger herabgesetzt. Diese Problematik führte zum Konflikt zwischen Vater und Sohn und zur Absetzung Heinrichs.

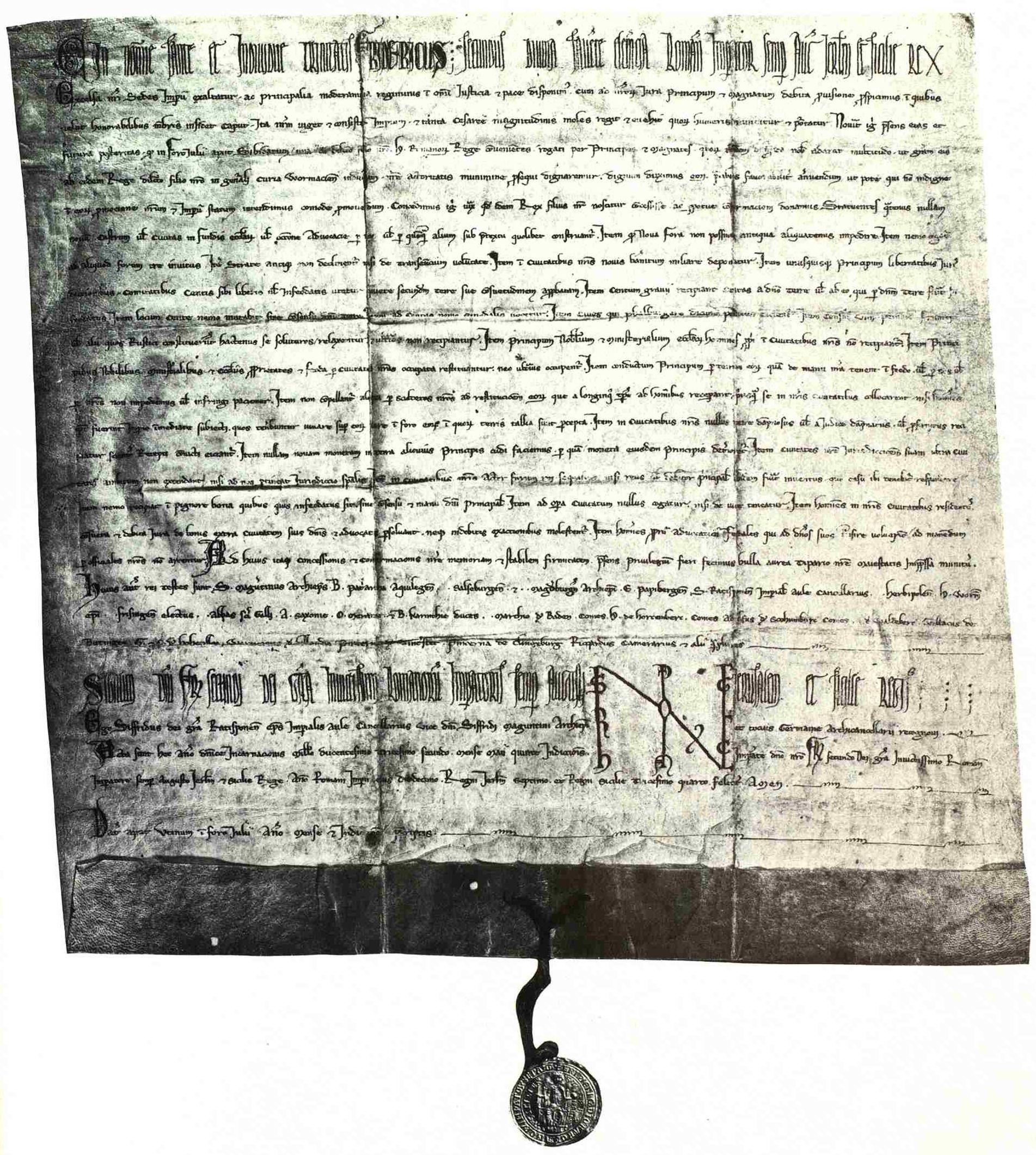
Das Statutum in favorem principum (Würzburger Ausfertigung)

Im April 1232 trafen Heinrich und Friedrich auf einem Hoftag im oberitalienischen Cividale del Friuli erstmals nach zwölf Jahren wieder zusammen. Einen Monat später bestätigte Friedrich auf einem Hoftag in Cividale den Fürsten das als Statutum in favorem principum (Statut zu Gunsten der Fürsten) bekannte große Privileg. Das Statutum in favorem principum war mit dem Privileg Confoederatio cum principibus ecclesiasticis vergleichbar: Beide Privilegien bekräftigten den Fürsten zahlreiche Vorrechte, die sie bereits vorher besessen hatten. Heinrich musste nach einigen kontroversen Entscheidungen, die die Fürsten im Reich benachteiligt hatten, einen Eid schwören, künftig den väterlichen Befehlen Gehorsam zu leisten. Die anwesenden Großen schworen ihrerseits, dass sie künftig ihre Treubindung an Heinrich als gelöst erachten würden, sobald ihnen Friedrich einen Eidbruch seines Sohnes anzeige.
Heinrich geriet schon bald durch seine Anhänger in regionale Konflikte mit dem Markgrafen Hermann V. von Baden, einem Getreuen Friedrichs II. Hermann unterbreitete im November 1234 am Hof des Kaisers in Süditalien seine Klagen über die Benachteiligungen durch Heinrich, woraufhin Friedrich schriftlich die Handlungen seines Sohnes widerrief. Diese Widerrufsbriefe brachten Heinrich einen erheblichen Verlust an Ansehen und Würde in der Öffentlichkeit, sodass er seine traditionellen Aufgaben als Herrscher kaum noch ausüben konnte. Heinrich meinte den königlichen honor gegenüber seinem Vater verteidigen zu müssen. Er bemühte sich daher um Anhänger und Verbündete, die seine Position gegenüber Friedrich verbessern sollten. Zu diesem Zweck ging er ein Bündnis mit den lombardischen Kommunen ein. Dieser Schritt wird vielfach von Historikern als Hochverrat angesehen. Als Fürsprecher schickte Heinrich die Kirchenmänner Siegfried von Mainz und Ekbert von Bamberg zu Friedrich. Sie sollten Heinrichs Sichtweise und die Bereitschaft des Königs, sich dem Kaiser zu unterwerfen, darlegen. In dieser Situation brach ein Konflikt zwischen Heinrich und der Stadt Worms aus. Die Stadt verweigerte Heinrich den Einlass und die Huldigung und erwies ihm dadurch nicht den ihm gebührenden königlichen honor. Heinrich belagerte die Stadt vergeblich. Den Wormser Bürgern gelang es dagegen, Friedrich eine Verletzung des honor imperii durch seinen Sohn aufzuzeigen.

### Aufenthalt im nordalpinen Reichsteil (1235–1237)

#### Sturz König Heinrichs und Friedrichs dritte Heirat

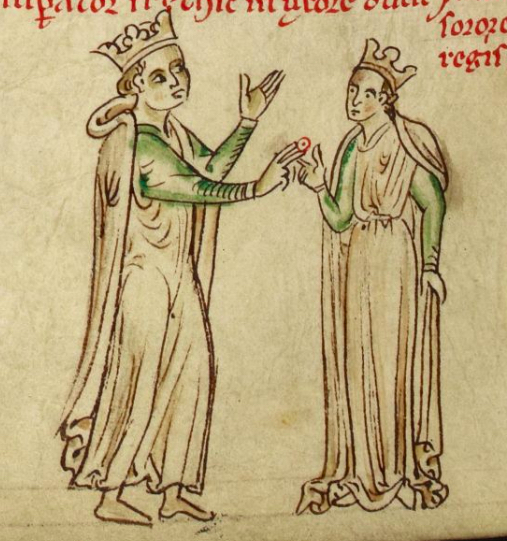
Heirat Kaiser Friedrich II. mit Isabella von England. (Darstellung aus der Chronica Maiora des Matthäus Paris, um 1250, London, British Library, MS Royal 14 C VII, fol. 123v)

Friedrich brach im April 1235 von Süditalien in den nordalpinen Reichsteil auf. Sein Konflikt mit seinem Sohn und der Aufstand der Römer zwangen Kaiser und Papst 1234 zu engerer Zusammenarbeit. Auf Betreiben Gregors war Heinrich VII. vom Erzbischof von Salzburg exkommuniziert worden. Außerdem rief der Papst zur Unterstützung Friedrichs auf und erklärte die einst Heinrich geleisteten Treueide für ungültig. An der Beilegung des Konfliktes war der Hochmeister des Deutschen Ordens, Hermann von Salza, maßgeblich beteiligt. Er bewog den Sohn dazu, sich dem Vater zu unterwerfen. Heinrich erschien im Juli 1235 in der Königspfalz Wimpfen (nördlich von Heilbronn) und verzichtete als Zeichen seiner Unterordnung auf jede öffentliche Demonstration seines königlichen Ranges. Heinrich erwartete von der Unterwerfung nicht nur die kaiserliche Gnade wiederzuerlangen, sondern auch seinen königlichen honor (Ehre) zu wahren. In Wimpfen bemühte sich Heinrich vergeblich um die Huld Friedrichs. Friedrich ließ seinen Sohn vielmehr nach Worms kommen, also in die Stadt, die Heinrich kurz zuvor den härtesten Widerstand geleistet hatte. Heinrich erschien im Juli in Worms vor seinem Vater und unterwarf sich ihm in Anwesenheit der versammelten Großen, um seine gratia (Gnade) wiederzugewinnen. Friedrich ließ ihn lange ausgestreckt in demütigender Haltung auf dem Boden liegen. Erst auf Fürsprache der Fürsten durfte sich Heinrich erheben. Nach dem Unterwerfungsritual (deditio) erhielt er jedoch keine Gnade, sondern verlor Amt und Würden. In den kommenden sieben Jahren wurde er in verschiedenen süditalienischen Kerkern untergebracht, im Februar 1242 starb er als Gefangener. Nach einer netzwerktheoretischen Analyse von Robert Gramsch (2013) hat Friedrich II. nicht aus Rücksicht auf die Fürsten und zur Wiederherstellung der Ordnung im Reich seinen Sohn abgesetzt und bis zum Lebensende einkerkern lassen, sondern er wollte die gesamte Herrschaftsgewalt auf sich vereinen. Heinrich sei nicht am Dissens der Fürsten gescheitert, vielmehr habe er eine erfolgreiche Balancepolitik zwischen den einzelnen Reichsfürsten und fürstlichen Gruppierungen praktiziert.
Heinrich war als römisch-deutscher König mit den nördlich der Alpen herrschenden Traditionen des Konfliktverhaltens aufgewachsen; Friedrichs harte, unbeugsame Haltung hingegen entsprach der Mentalität im normannischen Königreich. Im Reich nördlich der Alpen wurden seit der Ottonenzeit Streitigkeiten mit rituellen Unterwerfungen gütlich beigelegt. Im Königreich Sizilien ging es weniger um Ausgleich mit den Adligen, sondern der Herrscher musste unnachgiebig seinen uneingeschränkten Machtanspruch durchsetzen. Nach dieser Sichtweise führte nur erbarmungslose Härte zu Frieden und Stabilität. Die kaiserliche Strenge versuchte Matthäus Paris damit zu rechtfertigen, dass der Sohn in dieser Situation die Ermordung des Vaters geplant habe.
Ebenfalls in Worms fand einige Tage nach Unterwerfung des Sohnes am 15. Juli Friedrichs Hochzeit mit Isabella, der Schwester des englischen Königs Heinrich III., statt. Seine zweite Frau Isabella von Brienne war 1228 verstorben. An den prächtigen Hochzeitsfeierlichkeiten in Worms nahmen vier Könige, elf Herzöge und dreißig Grafen und Markgrafen teil.

#### Mainzer Hoftag 1235

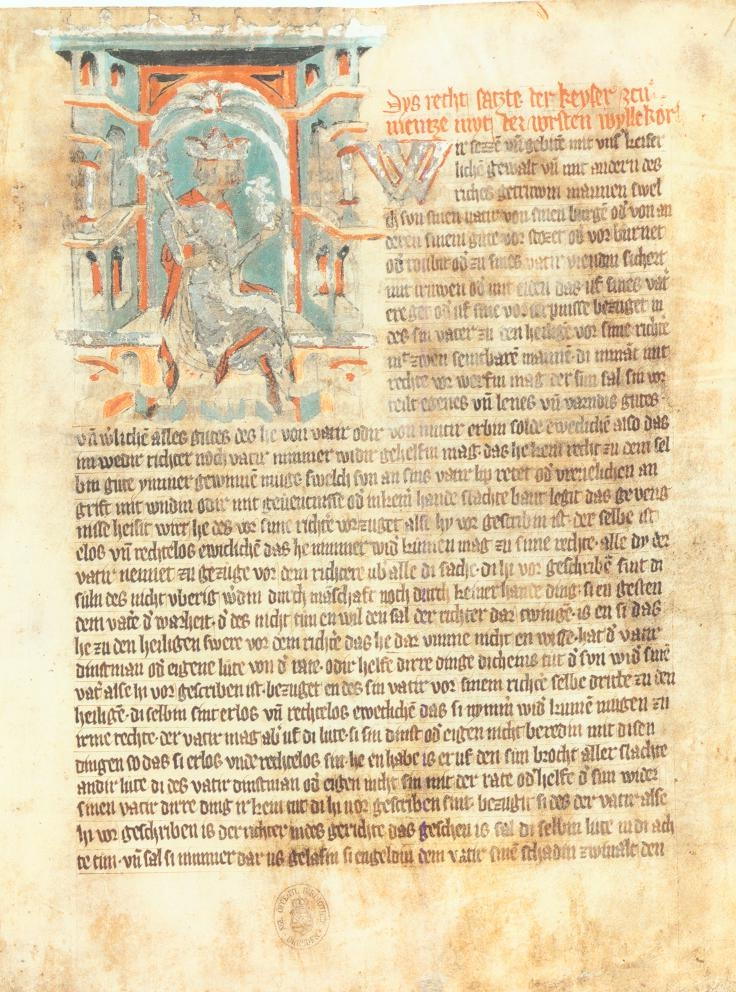
Kaiser Friedrich II. im Text des Mainzer Reichslandfriedens. Ausschnitt aus der Dresdner Bilderhandschrift des Sachsenspiegels, um 1350, Sächsische Landesbibliothek – Staats- und Universitätsbibliothek Dresden, Mscr. Dresd. M. 32, fol. 1r.

Unmittelbar nach den Ereignissen in Worms fand im August 1235 ein prächtiger Hoftag in Mainz statt. Dort beschlossen Friedrich und die Fürsten einen Landfrieden, der die in den letzten Jahren gestörte Ordnung wiederherstellen sollte. Der Mainzer Landfriede wurde zum ersten Mal überhaupt in deutscher Sprache bekannt gemacht. Er brachte einen Ausbau der Gerichtsstrukturen und eine Neustrukturierung des Hofgerichts nach sizilischem Vorbild. An der Spitze des neuen Hofgerichts stand ein Hofrichter von freiem Stand. Erstmals wurden durch den Mainzer Landfrieden im römisch-deutschen Reich Hofrichter eingesetzt. Diese Neuerung war insofern bedeutsam, als dem Herrscher bislang die höchste Gerichtsbarkeit alleine zukam. Der Hofrichter hatte jedoch noch keinen festen Standort, sondern musste sich am Reisekönigtum des Herrschers orientieren. Die Wirkung des neuen Reichshofgerichts blieb zunächst bescheiden, doch wurde diese Institution von Rudolf von Habsburg wieder aufgegriffen.
In Mainz wurde auch der seit der Absetzung Heinrichs des Löwen im Jahr 1180 schwelende Streit zwischen den Staufern und Welfen bereinigt. Bereits Friedrichs eheliche Verbindung mit Isabella aus dem englischen Königshaus, das den Welfen nahestand, hatte den Ausgleich vorbereitet. Otto das Kind, Enkel Heinrichs des Löwen, wurde in Mainz zum Herzog von Braunschweig und Lüneburg erhoben. Der Welfe musste sich mit gebeugtem Knie vor dem Kaiser erniedrigen und sein Eigengut übereignen, bevor er von Friedrich zum Reichsfürsten erhoben wurde. Auf dem Mainzer Hoftag beklagte sich Friedrich auch über die Verletzungen des honor imperii durch den Lombardenbund. Die Fürsten waren durch die von den Lombarden seit langer Zeit begangenen Beleidigungen gegen das Reich so erregt, dass sie aus eigenem Antrieb zur Rache und zur Wiederherstellung der Autorität des Reichs eine Heerfahrt gegen den Lombardenbund beschlossen.

#### Auftreten in Marburg und Konsequenzen aus dem Fuldaer Judenmord 1236
Am 1. Mai 1236 erschien Friedrich in grauer Tunika und barfuß in Marburg am Grab Elisabeths von Thüringen und beteiligte sich an der feierlichen Erhebung ihrer Gebeine. Gregor IX. hatte Elisabeth ein Jahr zuvor in Perugia heiliggesprochen. Solche öffentlichen symbolischen Handlungen sollten Anforderungen und Verpflichtungen des Herrschers verdeutlichen. Mit der Barfüßigkeit und durch sein Büßergewand demonstrierte Friedrich seine Bereitschaft zur humiliatio (Selbsterniedrigung). Als Beleg für die persönliche Frömmigkeit des Herrschers können solche symbolischen Handlungen jedoch kaum dienen.
Im Herbst 1235 erneuerte Friedrich eine Urkunde von März 1226 für den Deutschen Orden (die sogenannte Goldbulle von Rimini). Damit bestätigte er dem Orden die Herrschaft über das Kulmer Land. Der Hochmeister des Ordens und seine Nachfolger wurden durch Landesherrschaft und Gerichtsbarkeit den Reichsfürsten gleichgestellt.
Während seines Aufenthaltes nördlich der Alpen wurde Friedrich in seiner elsässischen Pfalz in Hagenau auch mit dem Fuldaer Ritualmordvorwurf von 1235 konfrontiert. Seit dem 13. Jahrhundert kamen in Europa zunehmend Ritualmordlegenden auf. Juden wurde vorgeworfen, christliche Kinder zu töten und deren Blut für rituelle Zwecke zu nutzen. Die Bürger aus Fulda brachten dem Kaiser einige Kinderleichen mit nach Hagenau und forderten weitere Strafmaßnahmen gegen die Juden. Als Reaktion hatten die Fuldaer Bürger bereits in einem Pogrom 30 Juden ermordet. Eine Beratung mit den versammelten Großen brachte kein Ergebnis. Friedrich bat daraufhin aus England, Frankreich und Spanien zum Christentum konvertierte jüdische Gelehrte an seinen Hof zu entsenden. Diese Expertenkommission entkräftete die gegen die Juden erhobenen Vorwürfe. Mit Zustimmung der Fürsten wurden die Juden in einer auf dem Hoftag zu Augsburg vom Juli 1236 erlassenen Urkunde freigesprochen. Sie wurden als „Knechte unserer Kammer“ (servi camere nostri) bezeichnet und mussten für den kaiserlichen Schutz zahlen.

#### Königswahl Konrads IV. und Sieg von Cortenuova 1237

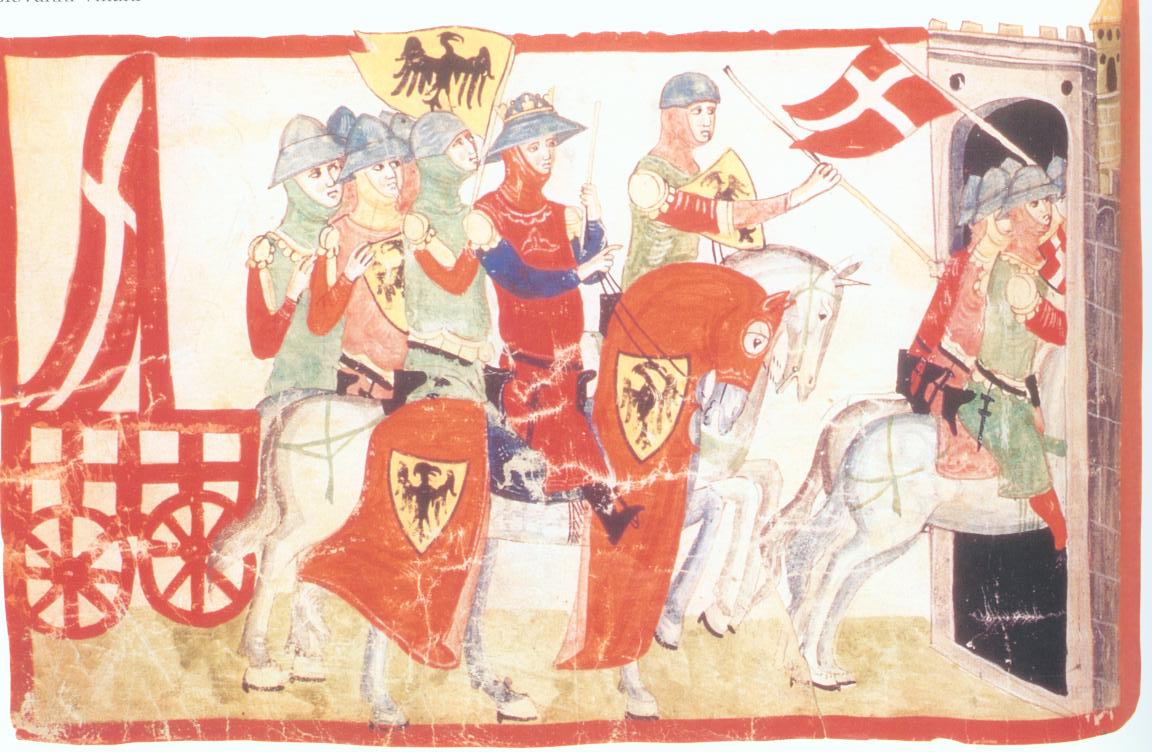
Die Abbildung Giovanni Villanis zeigt die Erbeutung des Mailänder Carroccios nach der Schlacht von Cortenuova 1237. Giovanni Villani, Nuova Cronica, 14. Jahrhundert, Biblioteca Apostolica Vaticana, Rom, Codex Chigi LVIII 296, fol. 76v.

Im Februar 1237 wurde in Wien Konrad, Friedrichs Sohn aus der Ehe mit Isabella von Brienne, zum König gewählt. Eine Krönung Konrads in Aachen unterblieb aber nach Friedrichs Erfahrungen mit Heinrich (VII.). Der Aufenthalt in Österreich stand auch im Zusammenhang mit dem Konflikt um Herzog Friedrich II. von Österreich (den Streitbaren). Der Kaiser hatte zuvor mehrere Beschwerden gegen Herzog Friedrich entgegengenommen. Der Herzog erschien jedoch weder auf dem Hoftag in Augsburg im Oktober 1235 noch auf dem Hoftag in Hagenau im Januar 1236 zu Verhandlungen über die gegen ihn vorgebrachten Beschwerden. Der Ladungsungehorsam war eine Verletzung des honor imperii. Herzog Friedrich wurde im Juli 1236 auf dem Augsburger Hoftag durch Fürstenurteil geächtet. Im Konflikt mit dem Herzog wurde der Staufer offenbar „zum Getriebenen der Fürsten“. 1236 musste Kaiser Friedrich den Reichsfürsten für ihre Unterstützung schriftlich zusichern, dass er nur mit ihrem Konsens Frieden oder Übereinkunft (concordia) mit dem Babenberger schließen werde. Die Selbstbindung des Herrschers macht das Ausmaß seiner Abhängigkeit von der Zustimmung wichtiger Reichsfürsten deutlich. 1240 kam es zum Ausgleich. Bis zu seinem Tod 1246 blieb der Herzog einer der treuesten Anhänger des Kaisers.
Im August 1237 sammelte sich in Augsburg das Heer zum Aufbruch nach Italien. Im September verließ Kaiser Friedrich den nördlichen Reichsteil, in den er nicht mehr zurückkehren sollte. Sein neunjähriger Sohn Konrad blieb als gewählter König zurück. Wegen Konrads Unmündigkeit unterstützten ihn der Mainzer Erzbischof Siegfried III., der thüringische Landgraf Heinrich Raspe und der Böhmenkönig Wenzel I. Am 27. und 28. November 1237 erlitt Mailand erhebliche Verluste in der Schlacht von Cortenuova (südöstlich von Bergamo). Außerdem verlor Mailand seinen Fahnenwagen (Carroccio), das wichtigste Herrschaftszeichen der Kommune. Der Fahnenwagen wurde bei einem Triumphzug durch Cremona und nach Rom geführt. Eine Einigung mit Mailand scheiterte an der kaiserlichen Forderung nach bedingungsloser Unterwerfung und an der Parteilichkeit des kaiserlichen Gerichtes. Mailand hatte sich bereits 1162 bedingungslos Friedrich „Barbarossa“ unterworfen und war daraufhin von den kaiserfreundlichen Städten Pavia und Cremona zerstört worden. Diese Städte hatten den Kaiser in erheblichem Ausmaß unterstützt, daher musste „Barbarossa“ bei den Friedensbedingungen Rücksicht auf die Erwartungen seiner Verbündeten und Getreuen nehmen. Die Erinnerung an die Zerstörung 1162 war durch Reliefs an Mailands Stadttoren und durch die kommunale Geschichtsschreibung präsent. Wegen des Misstrauens gegenüber dem Unterwerfungsritual (deditio) und fehlenden persönlichen Bindungen zwischen den Konfliktparteien konnte kein Vertrauen durch symbolische Gesten erreicht werden. Die Einigung zwischen Mailand und Friedrich II. musste daher scheitern. Mailand schätzte den Schaden durch weiteren Widerstand geringer ein als den durch eine Unterwerfung. Der Stadt verblieben die Verbündeten Bologna, Brescia, Faenza und Piacenza. Es gelang Friedrich im Herbst 1238 nicht, den Widerstand des Lombardenbundes in Brescia zu brechen. Im Oktober zog sich Friedrichs Heer nach Cremona zurück.
Ezzelino III. da Romano, einem Parteigänger Friedrichs, gelang es hingegen, Vicenza und Verona zu erobern. Zudem fiel Pietro Tiepolo, ein Sohn des venezianischen Dogen Jacopo Tiepolo, in der Schlacht von Cortenuova als Podestà von Mailand in die Gefangenschaft des Kaisers. Venedig verhielt sich nun neutral. 1242 heiratete der Doge Valdrada, eine Tochter Tankreds von Sizilien.

### Kultur, Wissenschaft und Falknerei am Hof Friedrichs

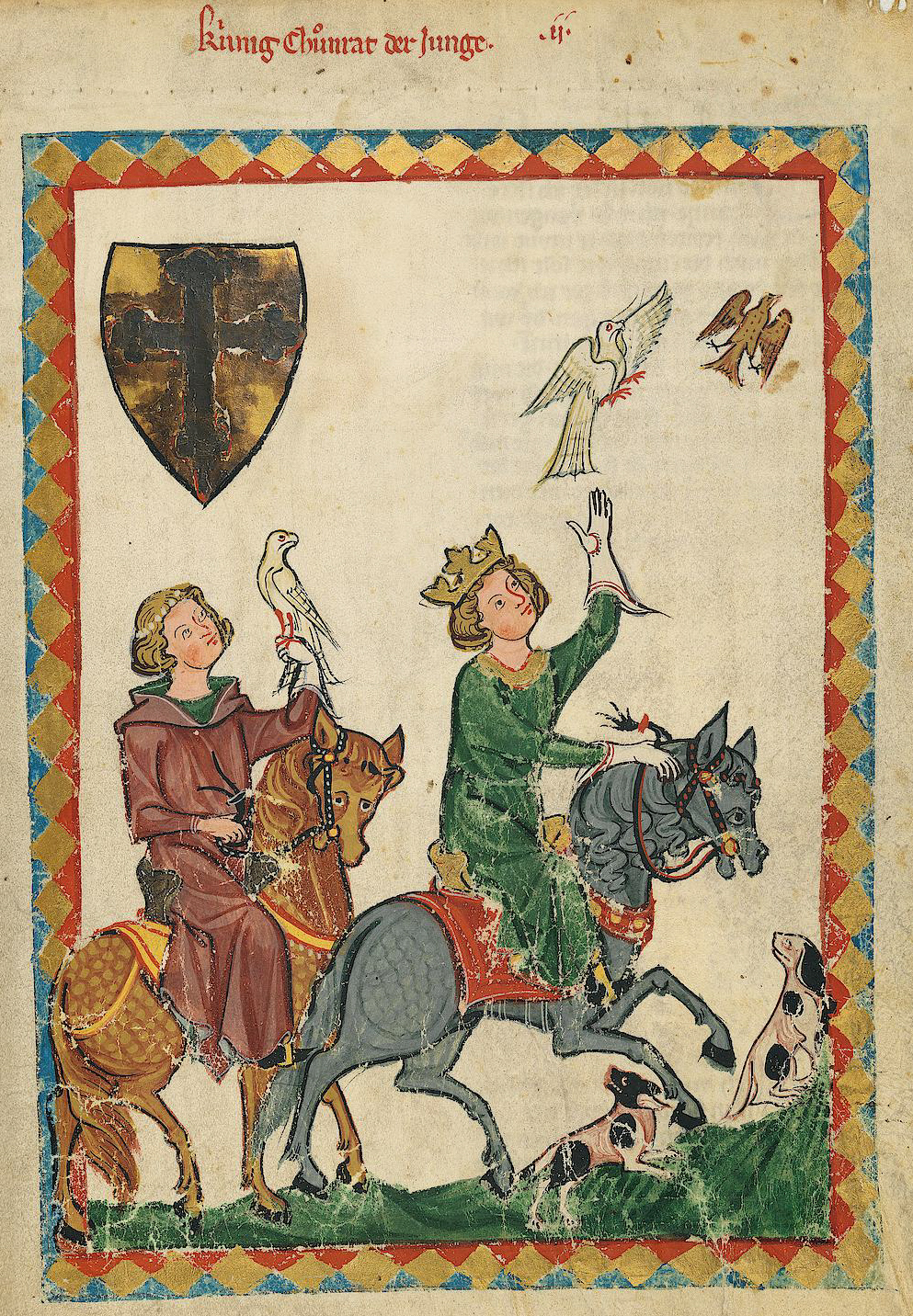
König Konradin, der Enkel Friedrichs II., lässt bei der Beizjagd mit seinem Freund Friedrich, Markgraf von Baden, einen Falken steigen. Codex Manesse, Universitätsbibliothek Heidelberg, Codex Pal. Germ. 848, fol. 7r.

Seit dem 12. Jahrhundert entwickelte sich der Hof zu einer zentralen Institution königlicher und fürstlicher Herrschaft. Zum festen Hofpersonal gehörten etwa 200 Personen. Der Erzbischof von Palermo, Berard von Castagna, der Hochmeister des Deutschen Ordens Hermann von Salza und der später gestürzte Kanzler Petrus de Vinea hielten sich als enge Vertraute über Jahre in der Umgebung des kaiserlichen Hofes auf und standen Friedrich bei seinen politischen Entscheidungen beratend zur Seite.
Der wichtigste Bestandteil des Hofes war die Kanzlei, die für die Ausstellung der Urkunden zuständig war. Aus der Herrschaftszeit Friedrichs sind etwa 2700 Urkunden bekannt. Darunter befindet sich auch die „älteste uns bekannte und erhaltene, auf Papier geschriebene Urkunde eines deutschen Herrschers“. Diese in Barletta im April 1228 ausgestellte Urkunde diente zur Streitschlichtung zwischen dem Benediktinerkloster Göß und dem Herzog von Kärnten. Die Kanzlei wurde als „Sprachrohr kaiserlichen Willens“ aufgefasst, da die dort verfassten Texte die Selbststilisierung des Kaisers widerspiegelten. Die Kanzleitätigkeit verdeutlicht die gemeinsame Regierung von König und Fürsten. In den Einleitungen (Arengen) der Urkunden Friedrichs wird auf den gegenseitigen Nutzen gemeinsamer Entscheidungen von König und Fürsten verwiesen. Für wesentliche politische Entscheidungen versammelte Friedrich auf Hoftagen die wichtigsten geistlichen und weltlichen Großen. Die Hoftage galten im 12. und 13. Jahrhundert als „bedeutendste politische Verdichtungspunkte“ im Reich. Sie repräsentierten nicht nur das Reich in seiner Gesamtheit, sondern machten auch die Rangordnung der jeweiligen Fürsten deutlich.
Der Hof war nicht nur politischer, sondern auch kultureller Anlaufpunkt. Am Hof Friedrichs sammelten sich christliche, muslimische und jüdische Gelehrte. Aus diesen Gründen wurde sein Hof in der Mediävistik als „Drehscheibe des Kulturtransfers“ bezeichnet. Der wichtigste wissenschaftliche Berater und Übersetzer für arabische philosophische Texte war am Hof der Schotte Michael Scotus. Sein Liber introductorius („Buch der Einführung“) gehört zu den bedeutendsten Werken, die am Hof Friedrichs entstanden. Das Interesse des Kaisers galt auch der Mathematik. Diskussionen über mathematische Probleme führten am Hof der Mathematiker Johannes von Palermo und der Hofarzt Theodor von Antiochia. Auch der bedeutende Mathematiker Leonardo da Pisa kam mit Friedrich zusammen; im Juli 1226 diskutierte er mit ihm über Probleme der Arithmetik. Am Hof Friedrichs versammelte sich auch ein Kreis von Dichtern. Neben Friedrich selbst und seinen Söhnen Manfred, Enzio und Friedrich von Antiochia gehörten Jakob von Morra, Arrigo Testa, Jakob Mostacci, Giacomo da Lentini, Guido delle Colonne, Rainald von Aquino und Petrus de Vinea der so genannten Sizilischen Dichterschule an. Von den 320 am Hof entstandenen und noch erhaltenen Gedichten sind mehr als die Hälfte anonym überliefert. In diesem Umfeld entstanden nicht nur neue Gedichte, sondern auch durch Giacomo da Lentini das aus vierzehn elfsilbigen Versen bestehende Sonett als völlig neue lyrische Form. Friedrichs Interesse für Medizin und die Naturwissenschaften schlug sich auch in der Realität nieder. Der Kaiser erließ Gesetze gegen Luft- und Wasserverschmutzungen, eine Approbationsordnung für Ärzte und Apotheker (Medizinalverordnung, „Edikt von Salerno“) sowie eine Studienordnung für die an der Medizinschule Salerno studierenden Mediziner.
Seine bevorzugte Freizeitbeschäftigung war die Falknerei. Wohl kein anderer mittelalterlicher Herrscher hat sich so sehr für die Jagd mit Falken begeistert wie Friedrich II. Zeitweise standen bis zu 50 Falkner in Friedrichs Diensten. Die Jagd mit abgerichteten Falken oder Habichten war aber nicht nur höfisches Statussymbol oder bloßer Zeitvertreib, sondern für Friedrich eine Wissenschaft. Er ließ dazu die Literatur zur Vogelkunde herbeischaffen. Die arabische Jagdliteratur ließ er ins Lateinische übersetzen. Zahlreiche muslimische Falkner aus Ägypten und Arabien zog der Kaiser an seinen Hof. Angeregt durch den Kontakt mit Sarazenen führte Friedrich die Falkenhaube in die abendländische Falknerei ein und entwickelte sie weiter. Eine weitere Innovation lag in der Verwendung von Geparden für die Beizjagd.
Unter Friedrich II. erreichte die didaktische Jagdliteratur einen Höhepunkt. In seinem letzten Lebensjahrzehnt verfasste der Kaiser sein Buch De arte venandi cum avibus („Über die Kunst mit Vögeln zu jagen“). Das Falkenbuch beschreibt verschiedene Ansätze bei Fang und Zähmung von Falken. Außerdem schildert es Experimente, die wissenschaftliche Fragen klären sollten. Einem Falken wurden die Augen zugenäht, um herauszufinden, ob diese Raubvögel Fleisch mit dem Geruchssinn oder optisch wahrnehmen. Ein anderer Versuch sollte klären, ob Straußeneier durch die Kraft der Sonne ausgebrütet werden können. Über einhundert Vogelarten werden beschrieben, einige davon zum ersten Mal. Das Werk ist eine äußerst wichtige Quelle für die Zoologie im 13. Jahrhundert. Bei Friedrichs Tod war das Buch noch nicht fertiggestellt. Sein Sohn Manfred war ebenfalls ein begeisterter Falkner und setzte die Arbeit fort. Bereits im 13. und 15. Jahrhundert erfuhr das Werk (Teil)-Übersetzungen ins Französische. Ein weiteres wichtiges Buch über die Falkenjagd ist der sogenannte Moamin. Beim Moamin handelt es sich um zwei arabische Falknereitraktate aus dem 8. und 9. Jahrhundert. Friedrich gab die Übersetzung aus dem Arabischen ins Lateinische 1240 seinem Arzt Theodor von Antiochia in Auftrag und nahm selbst umfangreiche Ergänzungen vor, so dass von einem zweiten Falkenbuch des Kaisers gesprochen wird.
Neben dem multikulturellen Personal seines Gefolges sorgten auch die exotischen Tiere für Staunen bei seinem Besuch im Reich nördlich der Alpen. Nach Umfang und Vielfalt von Tierarten war Friedrichs Menagerie bis dahin in Europa einzigartig. Die Zurschaustellung von Tieren auf Reisen war hingegen keine Innovation Friedrichs, sondern hatte mit Thomas Becket oder vielleicht auch Heinrich I. von England historische Vorläufer.
Friedrichs Wissbegierde verursachte zahlreiche falsche Gerüchte über Experimente an Menschen: Neugeborene habe er isoliert, um die Ursprache herauszufinden (nach Salimbene von Parma). Zwei Menschen habe er eine Mahlzeit einnehmen lassen, dann den einen auf die Jagd und den anderen zum Schlafen geschickt und schließlich beide umbringen und ihre Bäuche aufschneiden lassen, um herauszufinden, wer besser verdaut habe. Einen zum Tode Verurteilten habe er in einem Weinfass sterben lassen, um zu sehen, ob bei dessen Ableben die Seele entweiche. Diese Geschichten sollten jedoch nicht Friedrichs Wissbegierde unterstreichen, sondern ihn als Ketzer entlarven.

### Frauen und Kinder

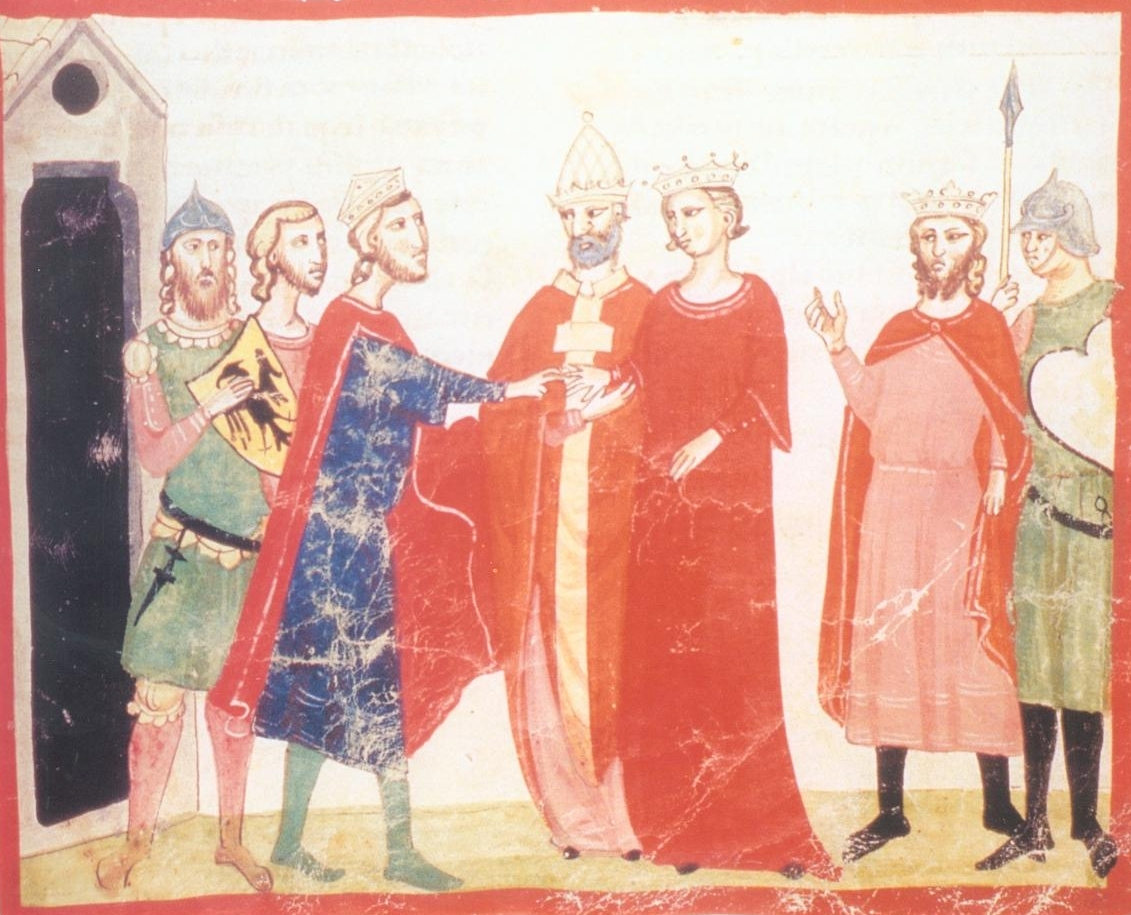
Die Hochzeit Friedrichs II. mit Isabella von Brienne. Rechts neben der Braut steht Johann von Brienne, König von Jerusalem. Giovanni Villani, Nuova Cronica, 14. Jahrhundert, Rom, Biblioteca Apostolica Vaticana, Codex Chigi LVIII 296, fol. 74r.

Friedrich hatte mit mindestens 13 Frauen wenigstens 20 Kinder. Einige Nachrichten über Affären des Kaisers dürften aber der päpstlichen Propaganda geschuldet sein, die ihn als Wüstling und daher für die Herrschaft ungeeignet darstellte. Friedrichs erste Ehe mit Konstanze von Aragón vermittelte Papst Innozenz III. Die Ehe wurde im August 1209 in Palermo in Anwesenheit beider Brautleute geschlossen. Konstanze war in erster Ehe mit dem 1204 verstorbenen König Emmerich von Ungarn verheiratet gewesen. Aus der Verbindung mit Friedrich ging als einziges Kind 1211 Heinrich (VII.) hervor. Nach Friedrichs Aufbruch 1212 in das Reich nördlich der Alpen blieb seine Frau in Palermo und übte die Regentschaft für den einjährigen Sohn Heinrich aus. Nach vierjähriger räumlicher Trennung holte Friedrich 1216 Konstanze und Heinrich in den nordalpinen Reichsteil. Dort verbrachte sie die überwiegende Zeit wohl im elsässischen Hagenau. 1220 wurde sie zur Kaiserin gekrönt. Am 23. Juni 1222 starb Konstanze nach dreizehn Ehejahren in Catania. Die hohe Wertschätzung für seine erste Frau zeigt ihre prunkvolle Grablege im Dom zu Palermo. Bei Friedrichs künftigen Ehefrauen ging deren Herrschaftsteilhabe deutlich zurück. Auch Mitkrönungen fanden nicht statt.
Neben seiner Ehe mit Konstanze hatte Friedrich mehrere Affären. Etwa zur Zeit von Heinrichs Geburt zeugte er mit einer sizilischen Adligen einen weiteren Sohn mit Namen Friedrich von Pettorano, der später ein Kastell in den Abruzzen erhielt. Aus einem Verhältnis mit einer um 1194 oder 1195 geborenen schwäbischen Adligen Adelheid, einer Tochter Konrads von Urslingen, des Herzogs von Spoleto, gingen zwei Kinder hervor, der um 1215 oder 1216 geborene Enzio (Heinrich) und die zwischen 1216 und 1218 geborene Katharina. Enzio wurde mit Adelesia von Sardinien verheiratet. Er geriet 1249 bei Fossalta in Gefangenschaft und starb 1272 als Gefangener der Stadt Bologna. Nach dem Tod Konstanzes heiratete der mittlerweile dreißigjährige Kaiser mit der knapp vierzehn Jahre alten Isabella von Brienne die Thronfolgerin des Königreiches Jerusalem. Die Ehe wurde wohl von Papst Honorius III. angeregt und vom Deutschordensmeister Hermann von Salza vermittelt. Die Verbindung sollte Friedrichs Kreuzzugsgelübde festigen. Die Trauung erfolgte am 9. November 1225 in der Kathedrale von Brindisi. Eine 1226 geborene Tochter verstarb früh. Nach nur zweieinhalb Jahren starb Isabella 1228 an den Folgen der Geburt des gemeinsamen Sohnes Konrad IV., der später römisch-deutscher König wurde.
In den 1220er Jahren hatte Friedrich mehrere uneheliche Kinder gezeugt. Einer Beziehung mit einer sizilischen Adligen entstammte der Sohn Friedrich von Antiochia. Unbekannt sind die Mütter der Kinder Richard, Salvaza, Margarete und vielleicht noch weiterer; genannt werden auch ein Sohn Gerhard und eine Tochter namens Blanchefleur. Wohl in der zweiten Hälfte der 1220er Jahre ging Friedrich ein Verhältnis mit Bianca Lancia ein, die aus einer piemontesischen Markgrafenfamilie stammte. Mit ihr hatte er drei Kinder. Das älteste war die um 1230 geborene Tochter Konstanze, die um 1241 den byzantinischen Kaiser Johannes Vatatzes heiratete. 1232 kam der Sohn Manfred zur Welt. Er trat 1258 die Nachfolge als König von Sizilien an. Das dritte Kind war wohl Violante, die um 1233 geboren wurde. Sie wurde mit dem Grafen Richard von Caserta vermählt.
Die dritte eheliche Verbindung ging der mittlerweile vierzigjährige Friedrich 1235 in Worms mit der einundzwanzigjährigen Isabella Plantagenet ein. Sie war die Schwester König Heinrichs III. von England und Tochter des verstorbenen englischen Königs Johann Ohneland. Isabella brachte zahlreiche Reichtümer in die Ehe ein. Die Mitgift belief sich auf die enorme Summe von etwa sieben Tonnen Silber. Nach der Hochzeit verschwand Isabella aus der Öffentlichkeit. Matthäus Paris behauptet, Friedrich habe „die Kaiserin mehreren maurischen Eunuchen und ähnlichen alten Ungetümen zur Obhut“ gegeben. Mit Isabella hatte Friedrich etwa Ende 1236 eine Tochter namens Margarete und einen Sohn, den im Februar 1238 geborenen Heinrich (auch Carlotto oder Zarlotto genannt). Isabella verstarb möglicherweise an einer Fehlgeburt am 1. Dezember 1241 nach sechsjähriger Ehe in Foggia. Das Mitte der 1240er Jahre geplante Heiratsprojekt mit Gertrud von Österreich, mit dem sich der Kaiser die Unterstützung eines wichtigen Fürsten sichern wollte, scheiterte wohl an Friedrichs Exkommunikation. Ebenso blieb der Plan einer Ehe mit Jutta von Sachsen unausgeführt. Diese eheliche Verbindung hätte Friedrichs Stellung im Norden des Reiches erheblich gestärkt. Im Jahr 1245 oder vielleicht erst 1248 heiratete Friedrich seine langjährige Geliebte Bianca Lancia, um die Anzahl seiner legitimen Nachkommen und möglichen Nachfolger zu erhöhen.

## Kampf mit den Päpsten und den oberitalienischen Städten (1239–1250)

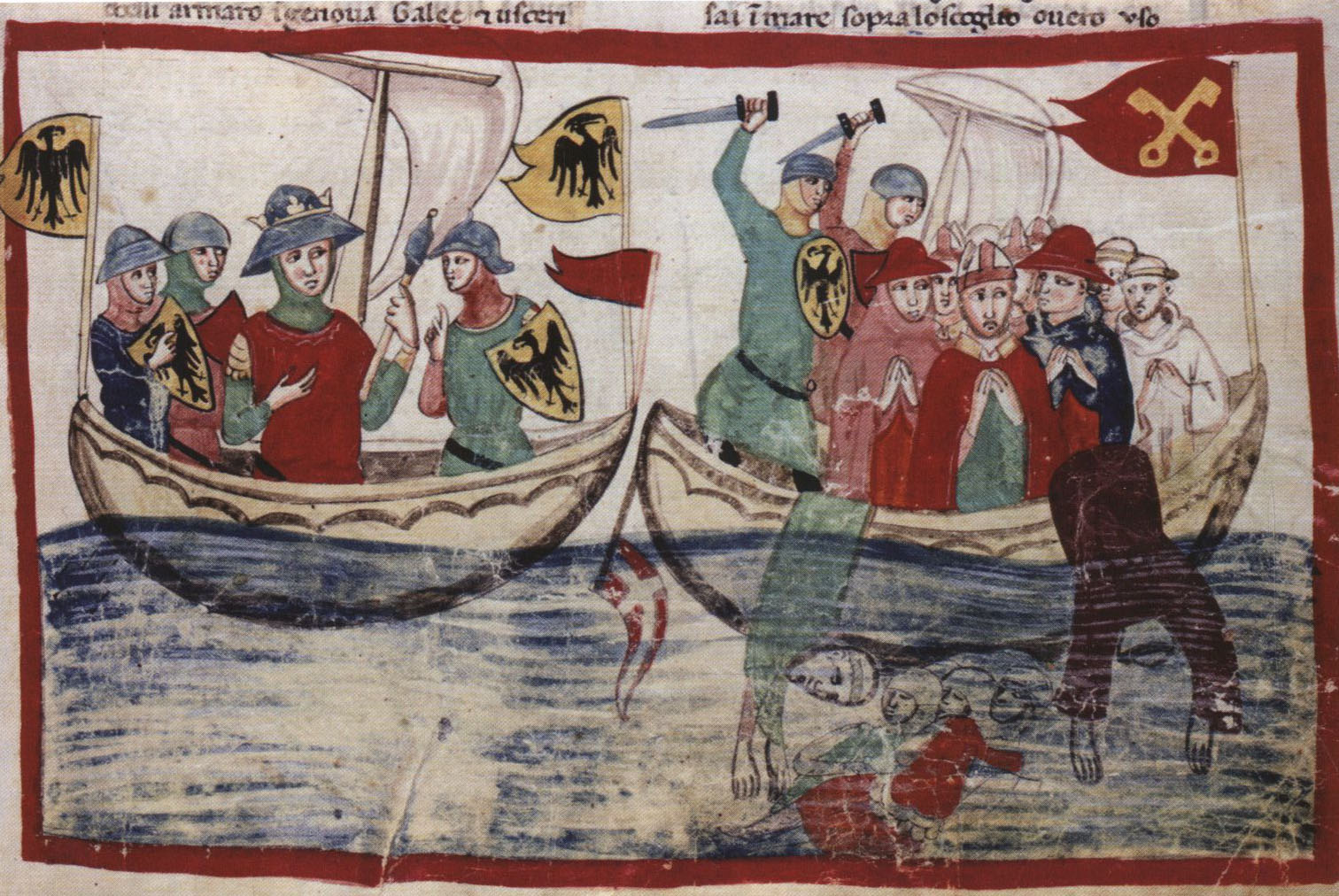
Die Abbildung zeigt die Darstellung der Seeschlacht bei der Insel Montecristo 1241. Der Kaiser, der an der Schlacht nicht teilnahm, wird links mit einem mit Kronreif versehenen Eisenhut abgebildet. Giovanni Villani, Chronica, 14. Jahrhundert, Biblioteca Apostolica Vaticana, Rom Cod. Chigi LVIII 296, fol. 76r.

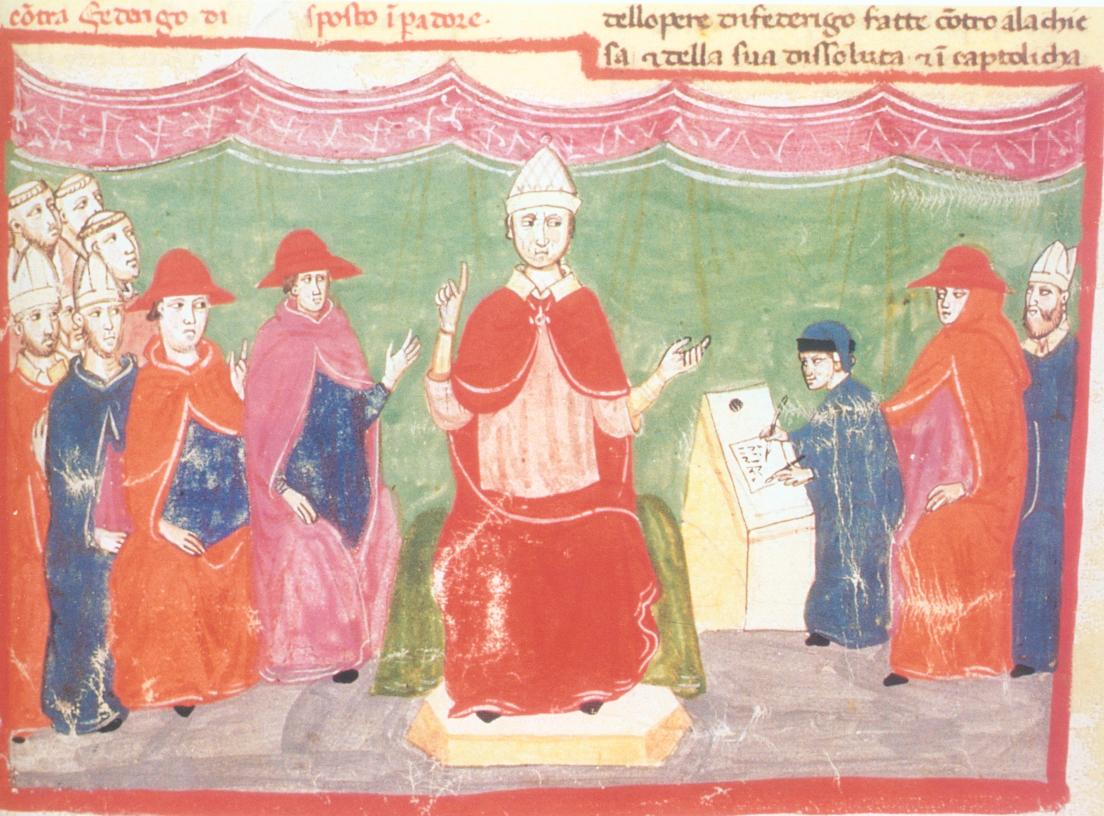
Die Exkommunikation Friedrichs II. in Lyon 1245 durch Papst Innozenz IV. Giovanni Villani, Nuova Cronica, 14. Jahrhundert, Biblioteca Apostolica Vaticana, Rom Cod. Chigi LVIII 296, fol. 78v.

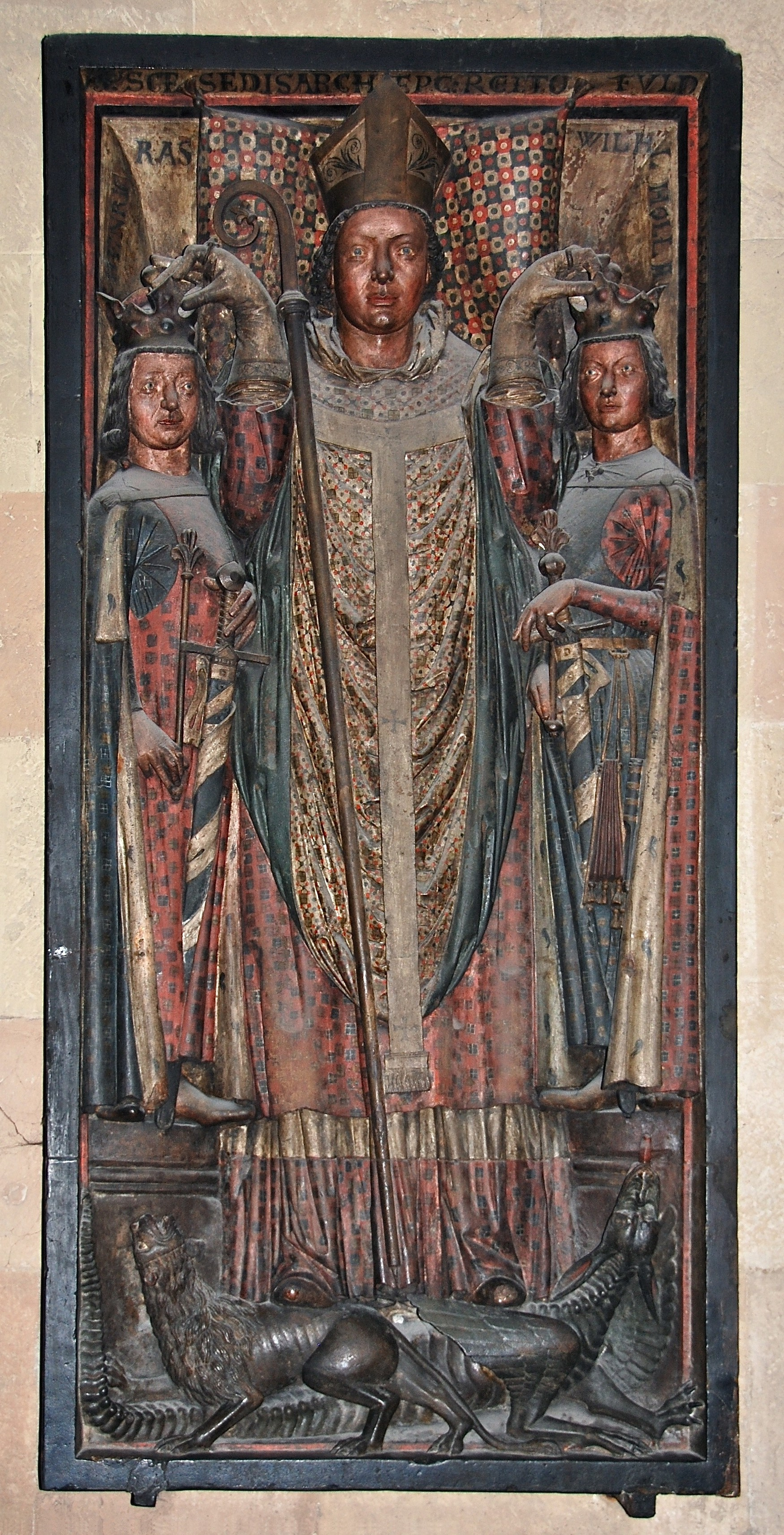
Das älteste Grabdenkmal im Mainzer Dom ist dem Mainzer Erzbischof Siegfried III. von Eppstein gewidmet. Der Mainzer Erzbischof ist von den zwei Gegenkönigen Heinrich Raspe und Wilhelm von Holland umgeben, an deren Erhebung er maßgeblichen Anteil hatte.

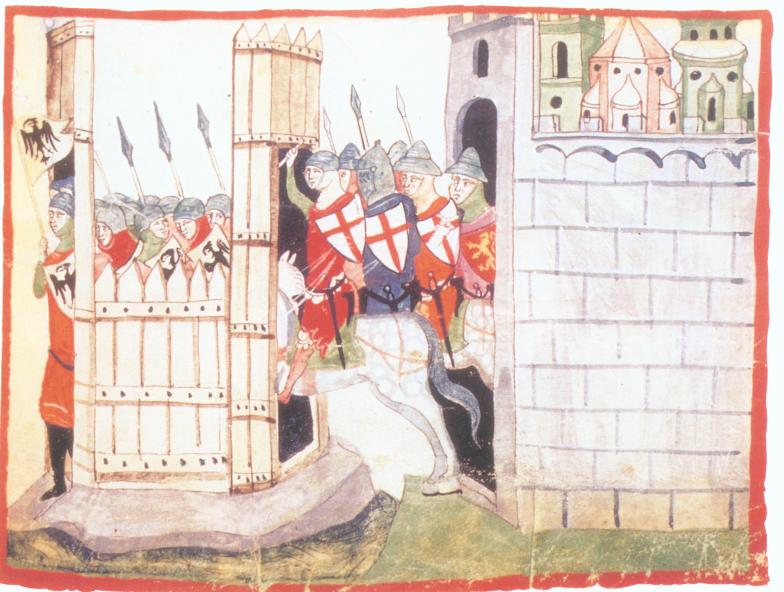
Die Abbildung von Giovanni Villani zeigt den Einfall der bewaffneten Parmesen 1248 in die Holzstadt Vittoria. Giovanni Villani, Nuova Cronica, 14. Jahrhundert, Biblioteca Apostolica Vaticana, Rom Cod. Chigi L VIII 296, fol. 81r.

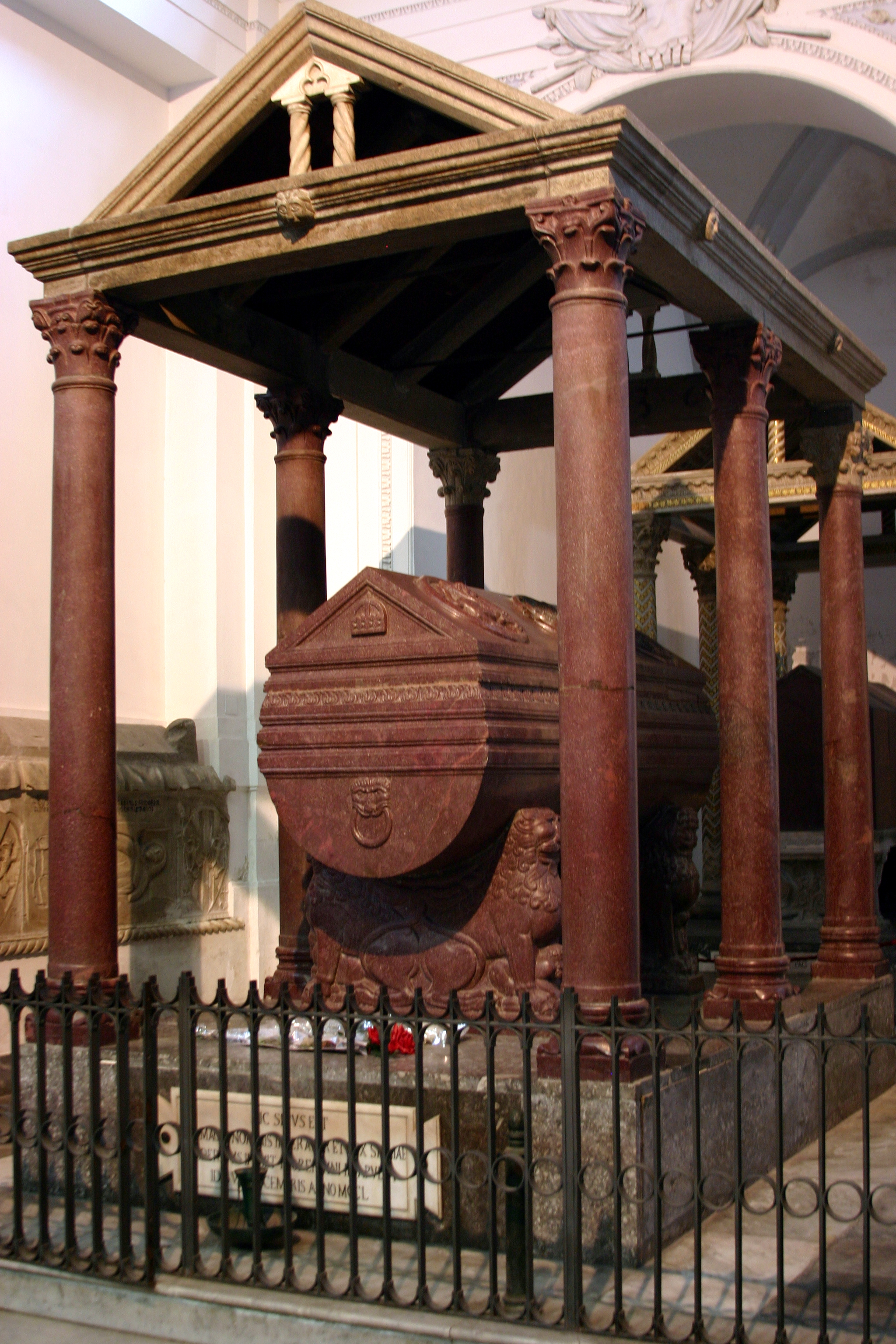
Sarkophag Friedrichs II. in der Kathedrale von Palermo, im Hintergrund der Sarkophag seines Großvaters Roger II.

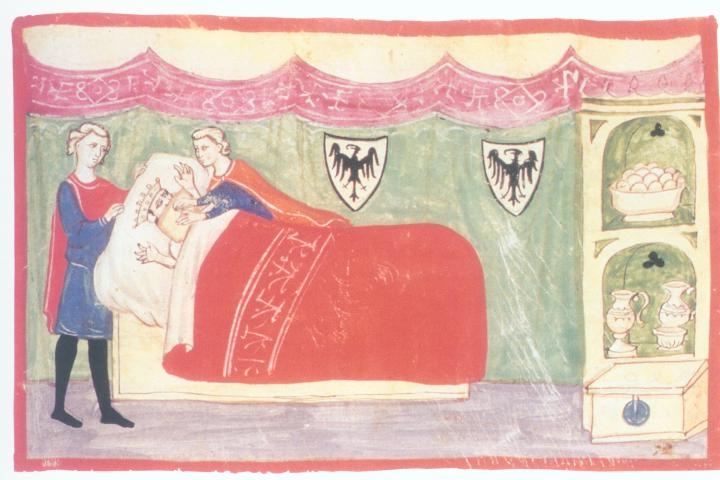
Nach Giovanni Villani wurde Friedrich II. von seinem Sohn Manfred mit einem Kissen erstickt. Friedrichs schneller Tod verhinderte auch ein Bekenntnis seiner Sünden. Nach mittelalterlicher Vorstellung galt ein plötzlicher Tod als großes Unglück, während bei einem gut vorbereiteten Tod der Sterbende ein gottgefälliges Leben geführt hatte. Giovanni Villani, Nuova Cronica, 14. Jahrhundert, Biblioteca Apostolica Vaticana, Rom Cod. Chigi L VIII 296, fol. 84r.

Heiliges Römisches Reich zur Zeit Kaiser Friedrichs II. um 1250

### Erneute Exkommunikation 1239, Mongolengefahr und Seeschlacht von Montecristo 1241
Gegenüber dem lombardischen Städtebund waren die Handlungsspielräume des Herrschers stark eingeschränkt, da er zur Wahrung und Verteidigung des honor imperii („Ehre des Reiches“) verpflichtet war. Die Verpflichtung zum Erfolg und zur Vermeidung eines Ansehensverlusts entfesselte aber auch eine Spirale der Gewalt und löste damit eine nicht mehr zu beherrschende Herrschaftskrise in Oberitalien aus. Der Konflikt mit dem Lombardenbund stand in engem Zusammenhang mit dem 1239 beginnenden Kampf mit dem Papsttum. Dieser brach aus, als Friedrichs Sohn Enzio 1238 Adelasia, die Erbin zweier der vier Kleinkönigreiche (Judikate) des Königreichs Sardinien, heiratete. Enzio nahm die beiden Judikate von Friedrich zu Lehen und nannte sich fortan König von Sardinien. Der Papst sah dadurch seine Herrschaftsrechte auf der Insel beeinträchtigt, die er aus der Konstantinischen Schenkung herleitete. Er schloss Ende 1238 ein Bündnis mit den führenden Städten der Liga sowie mit Genua und Venedig zur Vertreibung des Staufers aus dem Königreich Sizilien.
Am 20. März 1239 wurde Friedrich erneut von Gregor exkommuniziert. Die Exkommunikation sollte bis zu seinem Tod bestehen bleiben. Am selben Tag starb Hermann von Salza, der bislang immer im Konflikt zwischen Papst und Kaiser erfolgreich vermitteln konnte. Mit der vermutlich von Kardinal Rainer von Viterbo, einem Erzfeind des Kaisers, verfassten Enzyklika vom 1. Juli 1239 setzte die Verteufelung Friedrichs ein. In apokalyptischem Ton wurde Friedrich als Ketzer und Vorläufer des endzeitlichen Antichristen bezeichnet. Das Dokument war an alle Könige, Fürsten und Bischöfe der Christenheit gerichtet. Dem Papst gelang es zunächst jedoch nur, Herzog Otto von Bayern und König Wenzel von Böhmen für sich zu gewinnen. Dafür hatte Gregor in Norditalien mehr Erfolg mit seiner Propaganda gegen den Kaiser. Als Reaktion auf den sich verschärfenden Konflikt mit dem Papst begann Friedrich seine Christusähnlichkeit zu betonen. In einem Brief vom August 1239 verglich er seine Geburtsstadt Jesi mit Bethlehem. Nikolaus von Bari hatte in einer Lobrede die Familie des Kaisers als Endzeitkaisergeschlecht dargestellt, Friedrich selbst als „neuen David“ bezeichnet und dessen Kaisertum in die Nähe eines „messianischen Kaisertums“ gerückt. Parteigänger des Kaisers prangerten die Verweltlichung des Papsttums an oder stellten den Papst selbst als Antichrist dar.
Der Konflikt zwischen Kaiser und Papst verhinderte auch ein gemeinsames Vorgehen gegen die Mongolengefahr. Batu, ein Enkel des Mongolenherrschers Dschingis Khan, hatte im Osten am 9. April 1241 bei Liegnitz (westlich von Breslau) und zwei Tage später bei Mohi zwei Erfolge gegen christliche Ritterheere aus der Region verbucht. Der Mongolensturm in Osteuropa löste intensive Endzeiterwartungen aus. Friedrich lehnte ein Eingreifen dort ab, angesichts seiner schlechten Erfahrungen beim Kreuzzug machte er einen Frieden mit dem Papst zur Voraussetzung. Nur der plötzliche Tod des Großkhans Ögödei verhinderte einen weiteren Vorstoß der Mongolen nach Europa.
Am 9. August 1240 berief Gregor ein allgemeines Konzil für Ostern 1241 nach Rom ein. Die Versammlung sollte die Absetzung des Kaisers beschließen. Die Anreise der Konzilsteilnehmer sollte Genua gewährleisten. Mit Hilfe Pisas, der Konkurrentin Genuas, gelang es Friedrich, die Anreise der Konzilsteilnehmer mit einer Seeblockade zu verhindern. Bei der Insel Montecristo kam es deshalb zu einer Seeschlacht. Genua erlitt am 3. Mai 1241 gegen die mit Friedrich verbündete Flotte Pisas eine vernichtende Niederlage. Von 27 Genueser Schiffen konnten nur zwei entkommen. Mehr als hundert Prälaten wurden gefangen genommen und in Süditalien eingekerkert. Als Folge dieser Maßnahme erreichte die Verteufelung des Kaisers durch die päpstliche Propaganda ihren Höhepunkt.
Am 22. August 1241 verstarb Gregor IX., was Hoffnung auf einen Ausgleich weckte. Kurz nach Gregors Tod distanzierten sich im Herbst 1241 der Erzbischof Siegfried von Mainz und der Erzbischof Konrad von Köln vom Kaiser. Sie nutzten seine Exkommunikation zum Ausbau ihrer Territorien. Gregors Nachfolger wurde nach dem kurzen Pontifikat von Coelestin IV. und längerer Sedisvakanz am 25. Juni 1243 Papst Innozenz IV. Der neue Papst wollte den Lombardenbund in die Verhandlungen mit einbeziehen und erwartete, dass Friedrich sich bei seinem Konflikt mit den Kommunen dem Papst als Schiedsrichter unterwerfe. Doch das gegenseitige Misstrauen verhinderte eine Beendigung des Konfliktes.

### Absetzungserklärung 1245, Gegenkönige und Schlacht von Parma 1248
Ende 1244 berief Innozenz IV. für den 24. Juni 1245 ein Konzil nach Lyon ein. Am 17. Juli 1245 wurde Friedrich auf diesem Konzil auf Betreiben des Papstes für abgesetzt erklärt. Zum Konzil waren etwa 150 Bischöfe vor allem aus Spanien, Frankreich und England erschienen. Die Absetzungsbulle, die eine umfassende Zusammenstellung der Kritikpunkte gegen Friedrich bietet, kursierte in den Folgemonaten in ganz Europa und fand Eingang in die Geschichtsschreibung. Kardinal Rainer von Viterbo rief in Schreiben, die in Deutschland und England in Umlauf gebracht wurden, zum Kreuzzug gegen Friedrich auf, weil dieser ein „Sohn und Schüler Satans“, „Herold des Teufels“ und Vorläufer des Antichristen sei. Extrem kurialistische Kreise betonten den päpstlichen Hoheitsanspruch auch über die weltliche Gewalt explizit in ihren Pamphleten. Der französische König Ludwig IX., der gute Beziehungen zu Kaiser und Papst unterhielt, versuchte vergeblich zu vermitteln. Am 22. Mai 1246 war im nordalpinen Reichsteil Heinrich Raspe von einigen wenigen geistlichen Fürsten unter Führung der Erzbischöfe von Köln und Mainz zum König gegen Kaiser Friedrich II. und dessen Sohn Konrad IV. gewählt worden; von den weltlichen Fürsten hatte sich aber keiner beteiligt. Am 5. August 1246 gelang es Raspe in der Schlacht von Frankfurt, ein Heer Konrads IV. zu schlagen. Eine Belagerung der Stadt Ulm blieb allerdings vergeblich. Erkrankt musste sich der Gegenkönig nach Thüringen zurückziehen, wo er am 16. Februar 1247 auf der Wartburg starb. Nach Raspes Tod wurde am 3. Oktober 1247 Wilhelm von Holland von einem kleinen Kreis zum Gegenkönig gegen Friedrich II. gewählt. Die meisten Fürsten hielten jedoch zu Friedrich, so dass sich der neue König nach Holland zurückziehen musste.
Im März 1246 scheiterte ein Mordanschlag auf Kaiser Friedrich. Die Beteiligten wurden hingerichtet. Nach der Verschwörung hoher süditalienischer Beamter besetzte Friedrich wichtige Stellen in Italien mit seinen unehelichen Söhnen Enzio, Friedrich von Antiochia und Richard von Chieti sowie seinen Schwiegersöhnen Ezzelino da Romano, Thomas von Aquino und Richard von Caserta. Dies war auch eine Wiederaufnahme der traditionellen dynastischen Politik seines Großvaters Roger II. 1247 erfuhr der Kaiser, dass seine Gegner in Parma die Stadtherrschaft übernommen hatten und die kaiserliche Besatzung niedergemacht worden war. Friedrich hatte kaum Aussicht, die Stadt zu erobern und war nicht in der Lage, sie vollständig zu umschließen. Er versuchte, Parma durch Belagerung eines kleinen Teiles der Stadt und Verwüstung des Umlandes zum Einlenken zu bewegen. Im Herbst ließ er die hölzerne Lagerstadt Victoria (Sieg) vor den Mauern Parmas errichten, um auf den Winter vorbereitet zu sein. Am 18. Februar 1248 erlitten Friedrichs Truppen aber eine vernichtende Niederlage; die Parmesen zerstörten die Lagerstadt und eroberten den gesamten kaiserlichen Besitz, darunter das kostbare „Buch über Vögel und Hunde“, eine Krone, seine Siegel und seine gesamte Bibliothek. Der Kaiser befand sich zu diesem Zeitpunkt auf der Falkenjagd. Es war seine schwerste Niederlage gegen eine einzelne oberitalienische Kommune. Daraufhin traten Ravenna und viele Städte der Romagna auf die päpstliche Seite. Einen weiteren Rückschlag musste Friedrich 1249 hinnehmen: Sein langjähriger Vertrauter und Vorsteher der Kanzlei Petrus de Vinea wurde wegen Hochverrats und Bestechlichkeit verhaftet. Friedrich ließ Petrus in der toskanischen Burg San Miniato al Tedesco einkerkern und dann blenden.

### Tod
Im Dezember 1250 starb Friedrich überraschend, vielleicht an Typhus, Paratyphus oder Blutvergiftung. Seine letzten Stunden werden von der Geschichtsschreibung unterschiedlich geschildert. Ihm feindlich gesinnte Geschichtsschreiber zeichneten ein Bild, das den Vorstellungen von einem typischen Ketzertod entsprach: Er soll vergiftet oder erstickt worden sein oder nach schweren Durchfällen und mit Schaum vor dem Mund einen qualvollen Tod gefunden haben. Seine Leiche soll so gestunken haben, dass sie nicht nach Palermo überführt werden konnte. Damit sollte klargemacht werden, dass es sich um einen gottlosen Menschen handelte, ebenso wie es nach mittelalterlicher Vorstellung selbstverständlich war, dass der Leichnam eines heiligmäßigen Menschen angenehm duftete. Nach anderen Berichten hat der Kaiser seine Sünden bereut; darauf habe ihm Erzbischof Berard von Palermo die Absolution erteilt, bevor er als einfacher Zisterzienser gekleidet verstorben sei. Zuvor hatte der Kaiser jedenfalls testamentarisch sorgfältig letzte Regelungen getroffen; so sollte unter anderem sein Sohn Konrad die Krone Siziliens erben.
Am 25. Februar 1251 wurde Friedrich in der Kathedrale von Palermo in einem Sarkophag aus Porphyr unter einem von sechs Porphyrsäulen getragenen Baldachin beigesetzt. 1257 brachte die Doppelwahl mit Alfons X. von Kastilien und Richard von Cornwall dem Reich zwei Könige, das sogenannte Interregnum. Diese Zeit endete erst mit der Wahl des römisch-deutschen Königs Rudolf von Habsburg im Jahr 1273. Nord- und Mittelitalien übernahmen regionale Machthaber. Sizilien wurde für die kommenden Jahrhunderte von landfremden Dynastien beherrscht.

## Wirkung

### Urteil der Zeitgenossen

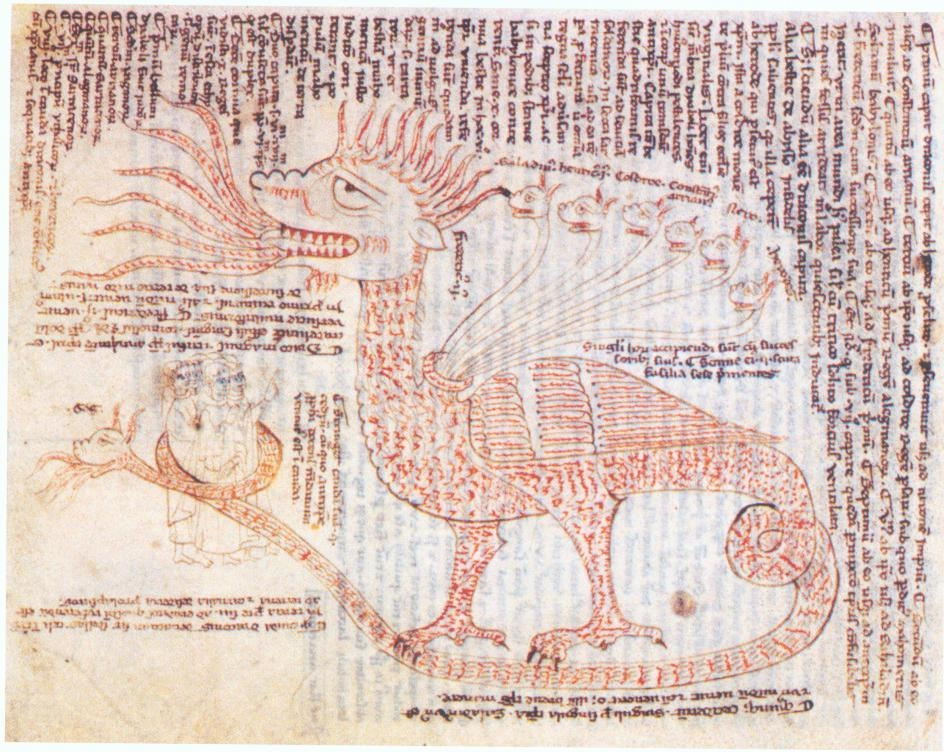
Darstellung Friedrichs II. als siebenter und größter Kopf des apokalyptischen Drachen. Friedrich wird mit den Herrschern Herodes, Nero oder Saladin als Köpfe eines Ungeheuers dargestellt. Der Schwanz des Drachen umschlingt eine Gruppe Franziskaner. Giovanni Villani, Chronica, 14. Jahrhundert, Rom, Biblioteca Apostolica Vaticana, Codex Vat. Lat. 3822, fol. 5r.

Die päpstliche Propaganda diffamierte Friedrich als Antichristen, Ketzer, Gotteslästerer, Tyrannen und Kirchenverfolger. Vor allem deshalb fand er „in der Geschichtsschreibung wesentlich mehr und konsequentere Feinde als Lobredner.“ Die durch das Land ziehenden Franziskaner sorgten für eine weite Verbreitung der päpstlichen Propaganda. Friedrichs Anhänger hingegen verherrlichten ihn als Messias und Friedenskaiser. Die kaiserlichen Rundschreiben und Manifeste fanden jedoch mit den herrscherlichen und fürstlichen Höfen nur einen kleinen Empfängerkreis.
Eine zeitgenössische Gesamtdarstellung der Taten Friedrichs ist nicht erhalten; Mainardino von Imola verfasste eine Biographie, die jedoch verloren ist. Keine Welt-, Landes- oder Stadtgeschichte stellte ihn in den Mittelpunkt. In der lateinischen Chronistik des späteren 13. Jahrhunderts im Königreich Sizilien fand Friedrich ebenfalls wenig Nachhall.
Der Friedrich-Mythos, der den Staufer als außergewöhnliche Herrscherpersönlichkeit präsentiert, beruht wesentlich auf Matthäus Paris und Salimbene von Parma. Der zeitgenössische Chronist Matthäus Paris, ein Mönch des englischen Benediktinerstiftes St. Alban, verfasste mit seiner Chronica Maiora eines der umfangreichsten Geschichtswerke des europäischen Hochmittelalters. Paris nahm den Staufer als gestalterisches Mittel, um das Verhalten des englischen Königs wie auch der Päpste deutlicher herauszuarbeiten. Sein Urteil über Friedrich war trotz Kritik grundsätzlich positiv. In seinem wohl 1251 oder 1252 verfassten Nachruf auf den Kaiser charakterisierte Paris den Verstorbenen mit den später berühmt gewordenen Worten: „Friedrich, der größte unter den Fürsten der Erde (principum mundi maximus), Staunen der Welt und deren wunderbarer Verwandler (stuporquoque mundi et immutator mirabilis), starb vom Bann gelöst, nachdem er in den Zisterzienserorden eingetreten war, demütig und reuig.“ Der Franziskaner Salimbene de Adam aus Parma stand zwar unter dem Eindruck der päpstlichen Propaganda, die Friedrich als Ketzer und Kirchenverfolger darstellte, doch bewunderte er das höfische und kulturelle Umfeld des Kaisers.

### Vormoderne Urteile
Seit 1257 ist der Glaube an eine Wiederkehr Kaiser Friedrichs II. belegt und parallel dazu die Hoffnung auf einen neuen Kaiser Friedrich. In San Gimignano wurden notariell beglaubigte Wetten abgeschlossen, dass der Staufer nicht tot sei. Das weit entfernte Grab war entscheidend dafür, dass bis zum Ende des 13. Jahrhunderts in Deutschland Personen auftraten, die behaupteten, der auferstandene Stauferkaiser zu sein („falsche Friedriche“). Der erste Betrüger dieser Art trat 1261 in Sizilien in der Nähe des Ätnas auf, vielleicht, weil das Volk glaubte, dass sich im Ätna der legendäre britannische König Artus und die staufischen Kaiser aufhielten. Der Hochstapler wurde von Manfred gefangen genommen und gehängt.
Der erfolgreichste „falsche Friedrich“ war Dietrich Holzschuh (niederdeutsch Tile Kolup), der um 1283/84 in Köln auftrat. Ein Jahr lang behauptete er sich überaus erfolgreich als Friedrich-Imitator. In Neuss wurde er ehrenvoll empfangen. Er hielt Hof und stellte Urkunden mit gefälschten Kaisersiegeln aus. Durch große finanzielle Zuwendungen konnte er sich mit einem Hofstaat umgeben. Die lange Abwesenheit des jetzt angeblich zurückgekehrten Friedrich begründete Kolup mit einer Pilgerfahrt, die dieser unternommen habe. Der rechtmäßige römisch-deutsche König Rudolf von Habsburg musste ein Heer aufbieten, um den Hochstapler zu besiegen. Vor den Toren der Stadt Wetzlar wurde er als Ketzer verbrannt.
Im 13. und 14. Jahrhundert trat eine Vielzahl an falschen Friedrichen oder anderen falschen Herrschern auf, was von der Forschung als Reaktion auf aktuelle Krisenerscheinungen in der Gesellschaft durch Hungersnöte, Missernten oder Teuerungen gedeutet wird. Kein anderer Herrscher des Mittelalters wurde so oft imitiert wie Friedrich II. Die Erwartung einer Wiederkehr Friedrichs und damit die Hoffnung auf eine bessere, friedlichere Zeit blieb in Deutschland bis in die Jahre des Bauernkriegs lebendig. Der letzte „falsche Friedrich“ trat 1546 in Thüringen am Kyffhäuserberg auf.
Nach der Düringischen Weltchronik des Johannes Rothe glaubte man um 1420 in Thüringen, dass Friedrich durch die Ruinen der Burg auf dem Kyffhäuser umherziehe. Seit dem 16. Jahrhundert löste zunehmend Friedrich „Barbarossa“ seinen Enkel Friedrich II. als Erinnerungsgestalt und in der Sage vom entrückten Kaiser ab. Für nationalistisch gesinnte deutsche Humanisten war Friedrich II. wegen der Konzentration seiner Aktivität auf Italien kein geeigneter Repräsentant Deutschlands. Im 17. Jahrhundert war nicht mehr klar, welcher Friedrich in der Kyffhäusersage gemeint war. Nach 1800 verdrängte „Barbarossa“ endgültig seinen „nichtdeutschen“ Enkel als Erinnerungsgestalt. „Barbarossa“ wurde durch die Sage „Friedrich Rothbart auf dem Kyffhäuser“ der Brüder Grimm und Friedrich Rückerts Gedicht zum deutschen Mythos; Friedrich II. trat hingegen in den Hintergrund.
In Italien zeichneten die Autoren ein negatives Bild von Friedrich. Entscheidend dafür war die päpstliche Propaganda, die stärker wirkte als die kaiserfreundlichen Urteile. Für Giovanni Villani aus Florenz war der Staufer die Verkörperung eines Tyrannen und Kirchenverfolgers. Eines der prägendsten und dauerhaftesten Urteile in Italien geht auf den Dichter und Begründer der italienischen Literatur Dante Alighieri zurück. Ein halbes Jahrhundert nach Friedrichs Tod verbannte dieser den Staufer in seiner Divina Comedia (1311–1321) als Ketzer in die Hölle. Dennoch schätzte Dante Friedrichs Verdienste um die volkssprachliche italienische Dichtung. Erst Ende des 15. Jahrhunderts setzte der Humanist Pandolfo Collenuccio neue Akzente. Für ihn war Friedrich in erster Linie nicht ein Tyrann und Kirchenverfolger, sondern ein Vorläufer der Renaissancefürsten, da er die Kunst und Wissenschaft förderte und die Macht der Barone brach.

### Geschichtsbilder und Forschungsperspektiven
Die Historiker in Deutschland suchten im 19. Jahrhundert nach den Gründen für die verspätete Entstehung Deutschlands. Die mittelalterliche Geschichte beschrieben sie unter der Perspektive der Königsmacht. Die mittelalterlichen Herrscher wurden danach bemessen, ob sie Machtverfall gegenüber Fürsten und Papsttum zu verantworten hatten. Nach diesem Geschichtsbild begann der Aufstieg des Reiches unter den Ottonen. Die Salier- und Stauferzeit wurde als Höhepunkt der Kaiserherrlichkeit angesehen. Der Staufer Friedrich II. galt als letzter Vertreter der deutschen Kaiserherrlichkeit. Seine Sorge um Süditalien wurde als Vernachlässigung seiner Herrschaftspflichten in Deutschland gedeutet; sie habe die unselige Entwicklung einer Zerstückelung Deutschlands in viele kleine Territorien erheblich beschleunigt. Friedrichs Konflikt mit dem Papst und den oberitalienischen Städten wurde als ein Grund für den Untergang des Kaisertums angesehen. Mit seinem Tod verband man den Beginn der „kaiserlosen, der schrecklichen Zeit“, wie es schon Friedrich Schiller formulierte. Kritisch wurde auch Friedrichs orientalisch anmutende Herrschaftsrepräsentation gesehen. Für Leopold von Ranke könne man Friedrich „kaum noch für einen Deutschen“ halten, als „fast schon ein Fremder bestieg er den Thron“. Er bezeichnete ihn „durch und durch als Sizilianer“. Für Johannes Haller (1923) war er „der erste Ausländer auf dem deutschen Throne“.
In Deutschland prägte der Mythos der „Modernität“ des Staufers die Rezeption Friedrichs II. nachhaltig. Jacob Burckhardt meinte in seiner 1860 veröffentlichten Darstellung über die italienische Renaissance, Friedrich sei der „erste moderne Mensch auf dem Throne“. Burckhardts Urteil war jedoch negativ gemeint. Für ihn war das von Friedrich im Süden geschaffene „moderne“ Staatswesen ein absolutistischer Machtstaat orientalischer Prägung. Burckhardts Urteil wurde zum Schlagwort für die vermeintliche Modernität des Staufers. Ebenso einflussreich war Friedrich Nietzsches Bewertung Kaiser Friedrichs als eines Atheisten. Nietzsche hatte nie eine ausführliche Einschätzung zu Friedrich abgegeben, jedoch prägte er als philosophische Autorität die Geschichtsauffassung der um Stefan George versammelten Intellektuellen, darunter Ernst Kantorowicz. Dessen 1927 veröffentlichte Friedrich-Biographie gilt bis heute als die bedeutendste und eindrucksvollste Mythisierung des Staufers. Für Kantorowicz war das regnum Siciliae die „erste absolute Monarchie des Abendlandes“, weil „das stahlhart geschmiedete Sizilien“ unter dem staufischen Kaiser ein „glasharter Staat“ gewesen sein soll. Friedrich selbst galt als der „End- und Erfüllungskaiser der deutschen Träume“. Kantorowicz’ Darstellung Friedrichs als übermenschliches Herrschergenie wurde später von den Nationalsozialisten missbraucht: NS-Historiker wie Karl Ipser präsentierten Adolf Hitler als den von Kantorowicz ersehnten „Erlöser“ Friedrichs II., der den Deutschen die Bedeutung des Stauferkaisers offenbare und dessen Werk vollende. Ipser bezeichnete Friedrich in seinem 1942 veröffentlichten Buch als die „neben Adolf Hitler [...] größte Führergestalt der deutschen Geschichte“, überdies als den „größte(n) germanisch(en) Bauherrn des Jahrtausends bis Adolf Hitler“. Im Nationalsozialismus blieb aber die Beurteilung Friedrichs ambivalent. Die „Ostpolitik“ des Kaisers, also die Bevorzugung des Deutschen Ordens, ließ sich als Propagandamittel für die Erschließung neuen Lebensraumes im Osten instrumentalisieren. Andererseits passte Friedrichs tolerante Haltung gegenüber den Juden nicht in dieses Bild, sodass man sie meist unerwähnt ließ.
In Italien blieb Friedrich lange durch die päpstliche Verteufelung als Tyrann und Kirchenverfolger gebrandmarkt. Erst im Zuge des Risorgimento im 19. Jahrhundert erfuhr die Einschätzung des Staufers eine Revision. Die Sehnsucht nach gerechter Herrschaft und Nationalstaat führte zu einer völligen Umbewertung seiner Person. Italienische Patrioten sahen den Kirchenstaat als Hemmnis für die nationale Einigung an. Die italienische Geschichtsschreibung feierte den Staufer im Zuge der Nationalstaatsbewegung als den „Vater des ghibellinischen Vaterlandes“. Pietro Giannone beschrieb ihn in der 1723 erschienenen Istoria civile del Regno di Napoli „als Schöpfer eines modernen, von jeder kirchlichen Bevormundung freien Modellstaates“. Ugo Foscolo feierte Friedrich 1824 als frühen Vereiniger der italienischen Sprache und als Vorläufer der Einheit Italiens. In Luigi Settembrinis Lezioni di Letteratura Italiana, die zwischen 1866 und 1872 veröffentlicht wurden, „vermochte allein Friedrich II. die Einheit Italiens zu schaffen, weil er die Kraft, das Recht, die Seelenstärke hatte, weil er als Italiener geboren und erzogen worden war, weil er sein Reich hier haben wollte.“ Dieses neoghibellinische Friedrich-Bild prägte die italienische Geschichtsschreibung bis in die erste Hälfte des 20. Jahrhunderts im erheblichen Ausmaß. Im Gegensatz zu Deutschland, wo Friedrich Barbarossa seit dem 19. Jahrhundert besonders populär wurde, blieb Barbarossa durch seinen Versuch, die italienischen Stadtkommunen gewaltsam zu unterwerfen, vor allem in Norditalien in negativer Erinnerung. Die Sympathie in Italien galt vor allem Friedrich II., der weniger als Sohn des Staufers Heinrich VI., sondern als ein in Palermo aufgewachsener Sohn der sizilischen Konstanze angesehen wurde.
Nach dem Zweiten Weltkrieg trat Friedrich II. als thematischer Gegenstand zurück und es setzte spätestens in den 1970er Jahren eine „Versachlichung des Friedrich-Bildes“ ein. In der Nachkriegszeit legte Hans Martin Schaller zahlreiche Untersuchungen zu Friedrich vor. Er avancierte durch seine Studien zum führenden Friedrich-Forscher in Deutschland. Seine 1964 verfasste Kurzbiographie konnte sich jedoch der Wirkung der Kantorowicz-Darstellung nicht entziehen. Die von dem englischen Historiker David Abulafia 1988 veröffentlichte Biographie war die ausführlichste wissenschaftliche Biographie Friedrichs seit Kantorowicz. Sie stieß besonders in Deutschland in der Fachwelt nur auf zurückhaltende Zustimmung. Abulafia vertrat den Standpunkt, Friedrich sei ein ganz gewöhnlicher mittelalterlicher Herrscher gewesen. Friedrich übernahm für Abulafia die Rolle eines „soliden Konservativen“, der weder im Königreich Sizilien noch im deutschen Reich eine fortschrittliche Politik praktiziert habe.

Deutsche Sonderbriefmarke 1994 zum 800. Geburtstag

Seit den 1980er Jahren ist die Mediävistik zu zahlreichen neuen Erkenntnissen über das hochmittelalterliche Königtum gekommen. Durch stärkere Berücksichtigung von Faktoren wie konsensuale Herrschaft, symbolische Kommunikation, die Wahrung des Honor Imperii („Ehre des Reiches“) und ungeschriebene, aber sozial verpflichtende „Spielregeln“ in einer ranggeordneten Gesellschaft konnte ein besseres Verständnis der Herrschaftspraxis mittelalterlicher Könige gewonnen werden. Ab 1985 bearbeitete Walter Koch im Auftrag der Monumenta Germaniae Historica die auf mindestens acht Bände und auf eine Laufzeit bis 2034 berechnete Gesamtedition der Urkunden Friedrichs. Der erste Band aus der Zeit der sizilischen Anfänge Friedrichs konnte 2002 erscheinen. Die 1992/2000 erschienene Friedrich-Biographie Wolfgang Stürners gilt als maßgebliches Werk und bildet die Grundlage für jede weitere Auseinandersetzung mit dem Staufer. Stürner würdigte Friedrich in seinem Epilog als hochbegabten und vielseitig interessierten Herrscher. Aus Anlass des 800. Geburtstages am 26. Dezember 1994 und des 750. Todestages am 13. Dezember 2000 behandelten in Deutschland und vor allem in Italien eine Vielzahl von Beiträgen, Ausstellungen und Tagungen Friedrich II. Bei der Fernseh-Rankingshow Unsere Besten von 2003 schaffte es Friedrich II. nur auf Platz 94 der Beliebtheitsliste, weit abgeschlagen vom ungleich bekannteren Friedrich II. von Preußen – dies wurde mit der geringen „Nationaltauglichkeit“ des Staufers erklärt, der in den Jahren nach der deutschen Wiedervereinigung „zu vieldeutig, auch zu unscharf für eine günstige nationale Wahrnehmung“ gewesen sei. In Italien hingegen wurde dem Staufer 2005 ein zweibändiges Nachschlagewerk, die Enciclopedia Fridericiana, gewidmet. Diese außergewöhnliche Ehre teilt Friedrich nur mit dem bedeutendsten Dichter Italiens, Dante Alighieri. Eine im Oktober 2007 in Barletta abgehaltene Tagung untersuchte Friedrichs Politik vor allem aus sizilischer Sicht.
Hubert Houben gliederte seine 2008 veröffentlichte Darstellung nach der Herrscherpersönlichkeit Friedrichs, dem faszinierenden „Menschen“ und dem Friedrich-Mythos. Das Fazit von Friedrichs Herrschaft fällt trotz einiger Teilerfolge „insgesamt allerdings negativ“ aus. Er scheiterte angesichts der starken Stellung der norditalienischen Städte und des Papsttums beim Versuch, seine universelle Kaiseridee zu verwirklichen. Für Houben war Friedrich durch seine Forderung nach einer von der Kirche unabhängigen Staatsgewalt ein Wegbereiter der modernen Monarchien in Europa. Ebenfalls im Jahr 2008 fand in Oldenburg eine Landesausstellung statt, die Friedrichs Person in die „Welt und Kultur des Mittelmeerraumes“ einordnete. Eine 2010 in Mannheim und 2011 in Palermo gezeigte Ausstellung zeigte „Die Staufer und Italien – Innovationsregionen im mittelalterlichen Europa“.
Olaf B. Rader arbeitete in seiner 2010 veröffentlichten Biographie Friedrichs sizilische Prägung heraus. Nur aus „südlich-mediterraner Blickrichtung“ ließen sich zahlreiche Verhaltensweisen des Herrschers verstehen. Rader vergleicht Friedrichs Regierungsstil mit dem eines Tyrannen, denn eine „echte Mitwirkung von großen Baronen oder anderen Machtträgern des Königreichs ist selten zu spüren“.
Trotz fachwissenschaftlicher Anstrengungen, Friedrich zu historisieren, lebt der Mythos besonders in Apulien und Sizilien bis heute fort und wird wirtschaftlich vermarktet. Friedrich gilt wohl deshalb als Identifikationsfigur, weil unter ihm Apulien eine gewichtige politische Rolle spielte und seine Bauten, insbesondere das Castel del Monte, als Ausdruck eines „goldenen Zeitalters“ betrachtet werden.